# Dilma Rousseff
Dilma Vana Rousseff GCMD (Belo Horizonte, 14 de dezembro de 1947) é uma economista e política brasileira. Filiada ao Partido dos Trabalhadores (PT), foi a 36.ª Presidente do Brasil, tendo exercido o cargo de 2011 até seu afastamento por um processo de impeachment em 2016. Desde 2023, é presidente do Novo Banco de Desenvolvimento (Banco do BRICS), sediado em Xangai, na China.
Nascida numa família da classe média alta, interessou-se pelo socialismo durante a juventude, logo após o Golpe Militar de 1964, ingressou então na luta armada de esquerda como membro do Comando de Libertação Nacional (COLINA) e, posteriormente, da Vanguarda Armada Revolucionária Palmares (VAR-Palmares) — ambas as organizações defendiam a luta armada contra a ditadura militar. Passou quase três anos em reclusão, de 1970 a 1972, primeiramente pelos militares da Operação Bandeirante (OBAN), pelos quais foi torturada, e, posteriormente, pelo Departamento de Ordem Política e Social (DOPS).
Reconstruiu sua vida no Rio Grande do Sul, onde, junto com Carlos Araújo, seu companheiro por mais de trinta anos, foi membro fundador do Partido Democrático Trabalhista (PDT) e participou de diversas campanhas eleitorais. De 1985 a 1988, durante a gestão de Alceu Collares à frente da prefeitura de Porto Alegre, foi Secretária Municipal da Fazenda. De 1991 a 1993 foi presidente da Fundação de Economia e Estatística e foi Secretária Estadual de Minas e Energia entre os períodos de 1993 a 1994 e de 1999 a 2002, durante o governo de Alceu Collares e do sucessor Olívio Dutra. Em 2001 decidiu filiar-se no Partido dos Trabalhadores (PT). Em 2002 participou da equipe que formulou o plano de governo de Luiz Inácio Lula da Silva para a área energética. Durante o governo Lula, assumiu a chefia do Ministério de Minas e Energia e posteriormente da Casa Civil.
Em 2010, foi escolhida pelo PT para concorrer à eleição presidencial, derrotando José Serra (PSDB) no segundo turno e se tornando a primeira mulher a ser eleita à presidência do Brasil. Foi reeleita nas eleições de 2014, em que venceu o segundo turno contra Aécio Neves (PSDB).  Seu governo foi marcado por uma grande piora em diversos indicadores econômicos, como o PIB per capita encolhendo mais de 9% entre 2014 e 2016, a taxa de desemprego ficou em 12%, enquanto em 2010 era de 6,7%, em 2011 a inflação estava em 5,90% e foi para 10,67% no ano de 2015, último ano completo de sua gestão, tudo isso no âmbito da mais longa recessão da historia do país.
Em 12 de maio de 2016, com o acirramento da crise político-econômica de 2014 e grandes manifestações populares, consideradas as maiores já registradas no Brasil, foi afastada de seu cargo por até 180 dias devido à instauração de um processo de impeachment que vinha sendo movido contra ela, com base em irregularidades fiscais. Teve o mandato presidencial definitivamente cassado em 31 de agosto de 2016, porém não perdeu o direito de ocupar outros cargos públicos. Nas eleições de 2018, candidatou-se a senadora por Minas Gerais, ficando em 4° lugar na disputa. Foi eleita em 24 de março de 2023, por unanimidade, para o cargo de presidente do Novo Banco de Desenvolvimento, após indicação pelo governo brasileiro, sendo reconduzida a um novo mandato em 2025, desta vez por indicação do governo da Rússia.

## Primeiros anos, educação e ditadura militar

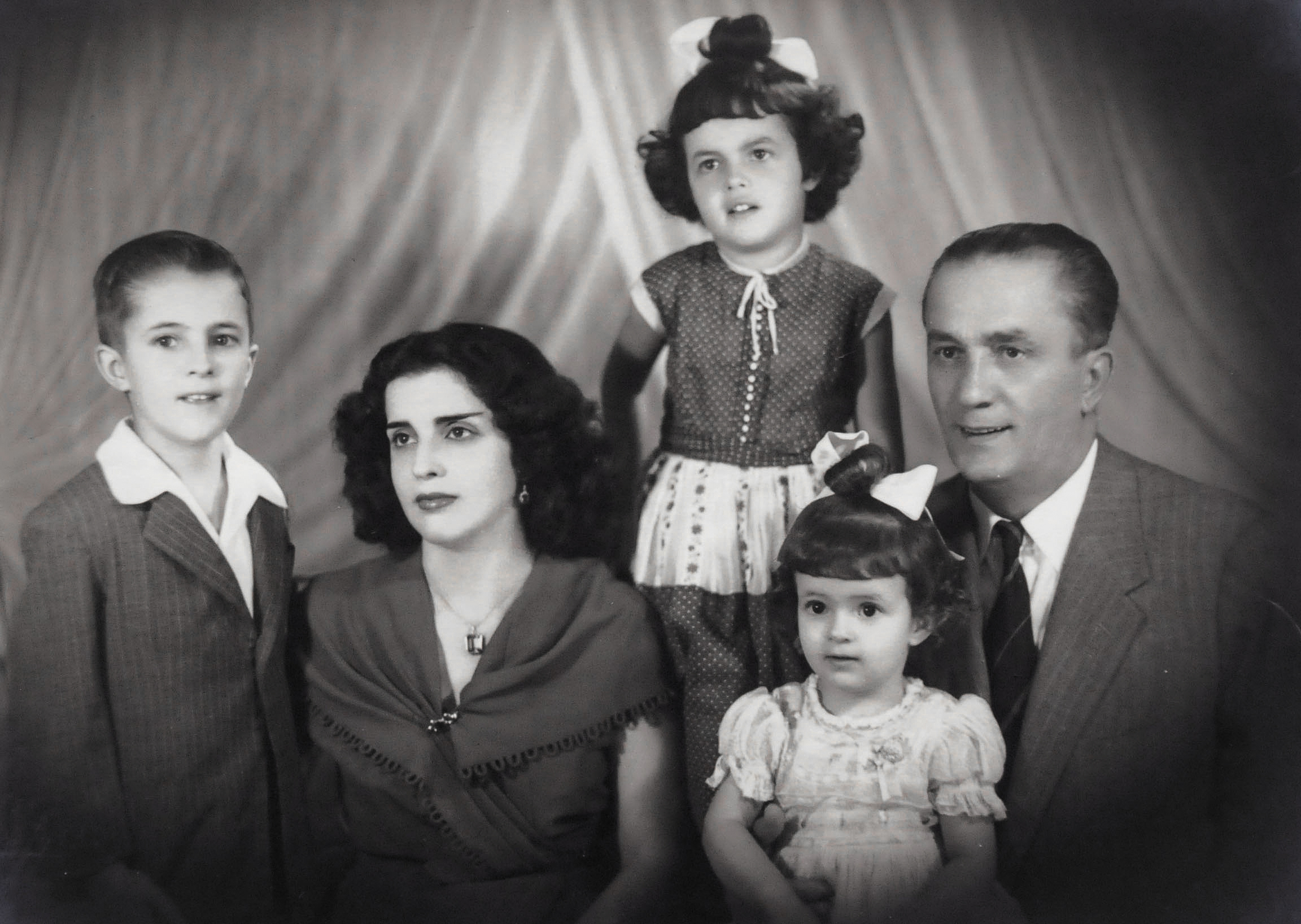
A família Rousseff (da esquerda para a direita): o filho mais velho, Igor; a mãe, Dilma Jane Coimbra Silva; as filhas Dilma Vana e Zana Lúcia; e o pai, Pedro.

Dilma Vana Rousseff é filha do advogado e empreendedor búlgaro naturalizado brasileiro Pedro Rousseff e da professora Dilma Jane Coimbra Silva. Seu pai foi filiado ao Partido Comunista Búlgaro e frequentava os círculos literários na década de 1920. Chegou ao Brasil no fim da década de 1930. Em sua terra natal, deixara sua esposa esperando um filho, Luben Russév (1929–2007), que afirmou que o pai havia deixado a Bulgária não por razões políticas, mas por falência. Pedro mudou-se para Buenos Aires e, anos depois, voltou ao Brasil, fixou-se em São Paulo e prosperou. Em uma viagem a Uberaba, conheceu Dilma Jane, de Nova Friburgo, uma professora de vinte anos criada no interior de Minas Gerais, onde seus pais eram pecuaristas. Casaram-se e fixaram residência em Belo Horizonte, onde tiveram três filhos: Igor, Dilma Vana e Zana Lúcia — esta última, falecida em 1976. Pedro morreu em 1962.
De 1952 a 1954, cursou a pré-escola no colégio Izabela Hendrix, e a partir de 1955, iniciou o ensino fundamental no Colégio Nossa Senhora de Sion (atual Colégio Santa Dorotéia), em Belo Horizonte. Em 1964, prestou concurso e ingressou no Colégio Estadual Central (atual Escola Estadual Governador Milton Campos), ingressando na primeira série do clássico (hoje conhecido como ensino médio). Nessa escola pública, o movimento estudantil era ativo, especialmente por conta do recente golpe militar. De acordo com ela, foi nessa escola que ficou "bem subversiva" e que percebeu que "o mundo não era para debutante".

### Atuação no COLINA
Em 1964, ingressou na Política Operária (POLOP), uma organização fundada em 1961, oriunda do Partido Socialista Brasileiro, onde militou. Seus militantes logo viram-se divididos em relação ao método a ser utilizado para a implantação do socialismo: enquanto alguns defendiam a luta pela convocação de uma assembleia constituinte, outros preferiam a luta armada. Dilma ficou com o segundo grupo, que deu origem ao Comando de Libertação Nacional (COLINA). Para Apolo Heringer, que foi dirigente do COLINA em 1968 e havia sido professor de Dilma na escola secundária, a jovem fez opção pela luta armada depois que leu Revolução na Revolução, de Régis Debray, filósofo e intelectual francês que na época havia se mudado para Cuba, e ficara amigo de Fidel Castro. Segundo Heringer, "O livro incendiou todo mundo, inclusive a Dilma".
Foi nessa época que conheceu Cláudio Galeno de Magalhães Linhares, cinco anos mais velho, que também defendia a luta armada. Casaram-se em 1967, apenas no civil, depois de um ano de namoro. Segundo companheiros de militância, Dilma tinha desenvoltura e grande capacidade de liderança, impondo-se perante homens acostumados a mandar. Não teria participado diretamente das ações armadas, pois era conhecida por sua atuação pública, contatos com sindicatos, aulas de marxismo e com sua responsabilidade pelo jornal O Piquete. Apesar disso, aprendeu a lidar com armas e a enfrentar a polícia.
Dilma e Galeno passaram a dormir cada noite em um local diferente, já que o apartamento em que moravam era também frequentado por um dos líderes do COLINA que fora preso. Precisaram voltar ao apartamento escondidos para destruir documentos da organização. Permaneceram algumas semanas em Belo Horizonte, tentando reorganizar o grupo. Em março, o apartamento foi invadido, porém nenhum documento interno da organização foi encontrado. Perseguidos na cidade, a organização ordenou que fossem para o Rio de Janeiro. A família de Dilma não conhecia o grau do seu envolvimento com essas atividades. Nesta época, Dilma tinha 21 anos e havia concluído o segundo ano da graduação de Economia.
Era grande a quantidade de mineiros da organização no Rio, sem que houvesse infraestrutura para abrigar a todos. Dilma e Galeno ficaram um período na casa de uma tia de Dilma, que imaginava que o casal estava de férias. Mais tarde, ficaram num pequeno hotel e, a seguir, num apartamento, até Galeno ser enviado pela organização a Porto Alegre. Dilma permaneceu no Rio, onde ajudava a organização, participando de reuniões, bem como no transporte de armas e dinheiro. Nessas reuniões, conheceu o advogado gaúcho Carlos Franklin Paixão de Araújo, por quem se apaixonou e com quem viveria por cerca de trinta anos. Araújo era chefe da dissidência do Partido Comunista Brasileiro (PCB), e abrigara Galeno em Porto Alegre. A separação de Galeno e Dilma foi pacífica. Como afirmou Galeno, "naquela situação difícil, nós não tínhamos nenhuma perspectiva de formar um casal normal".

### Na VAR-Palmares
Dilma participou de algumas reuniões sobre a fusão do COLINA com a Vanguarda Popular Revolucionária (VPR), que acabou formalizada, originando a Vanguarda Armada Revolucionária Palmares (VAR-Palmares). De acordo com um integrante de buscas da Operação Bandeirante (Oban), Dilma era a grande líder da organização clandestina VAR-Palmares. Usando vários codinomes, teria recebido epítetos superlativos dos relatórios da repressão, definindo-a como "um dos cérebros" dos esquemas revolucionários. O Promotor de Justiça que denunciou a organização rotulou-a como sendo a "Joana d'Arc da subversão", por chefiar greves e assessorar assaltos a bancos, que Dilma contesta, dizendo não lembrar de todas as ações que lhe atribuíram. O militante Darcy Rodrigues, braço direito de Carlos Lamarca, diz que ela era o elo entre os comandos nacional e regionais.

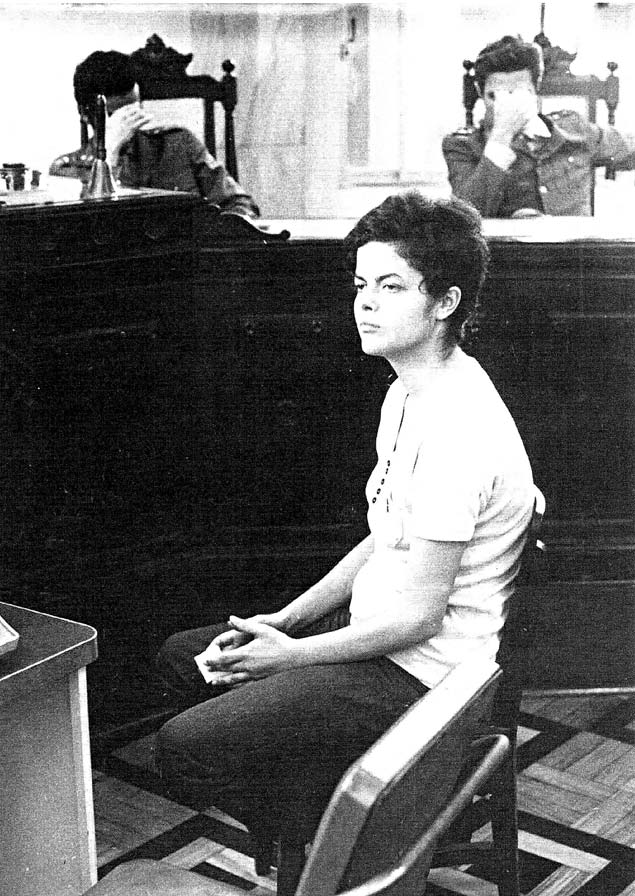
Em 1970, durante audiência em um tribunal militar depois de 22 dias de tortura. Nota-se que os juízes escondem os rostos.

Mesmo com grande quantidade de dinheiro, a VAR-Palmares não conseguiu manter a unidade. Durante um congresso em Teresópolis, entre agosto e setembro de 1969, teria havido grande divisão entre os "militaristas", focados na luta armada, e os "basistas", que defendiam o trabalho de base. Dilma estava com o segundo grupo. Enquanto os primeiros se agruparam na VPR militarista, liderados por Lamarca, Dilma ficou no segundo grupo, a VAR-Palmares basista.
Após a divisão, Dilma foi enviada a São Paulo, onde esteve encarregada de manter em segurança as armas do seu grupo. Evitando mantê-las em apartamentos sem a segurança necessária, ela e a amiga Maria Celeste Martins (décadas mais tarde, foi sua assessora na Casa Civil) mudaram-se para uma pensão simples na zona leste, escondendo o arsenal debaixo da cama.

### Prisão

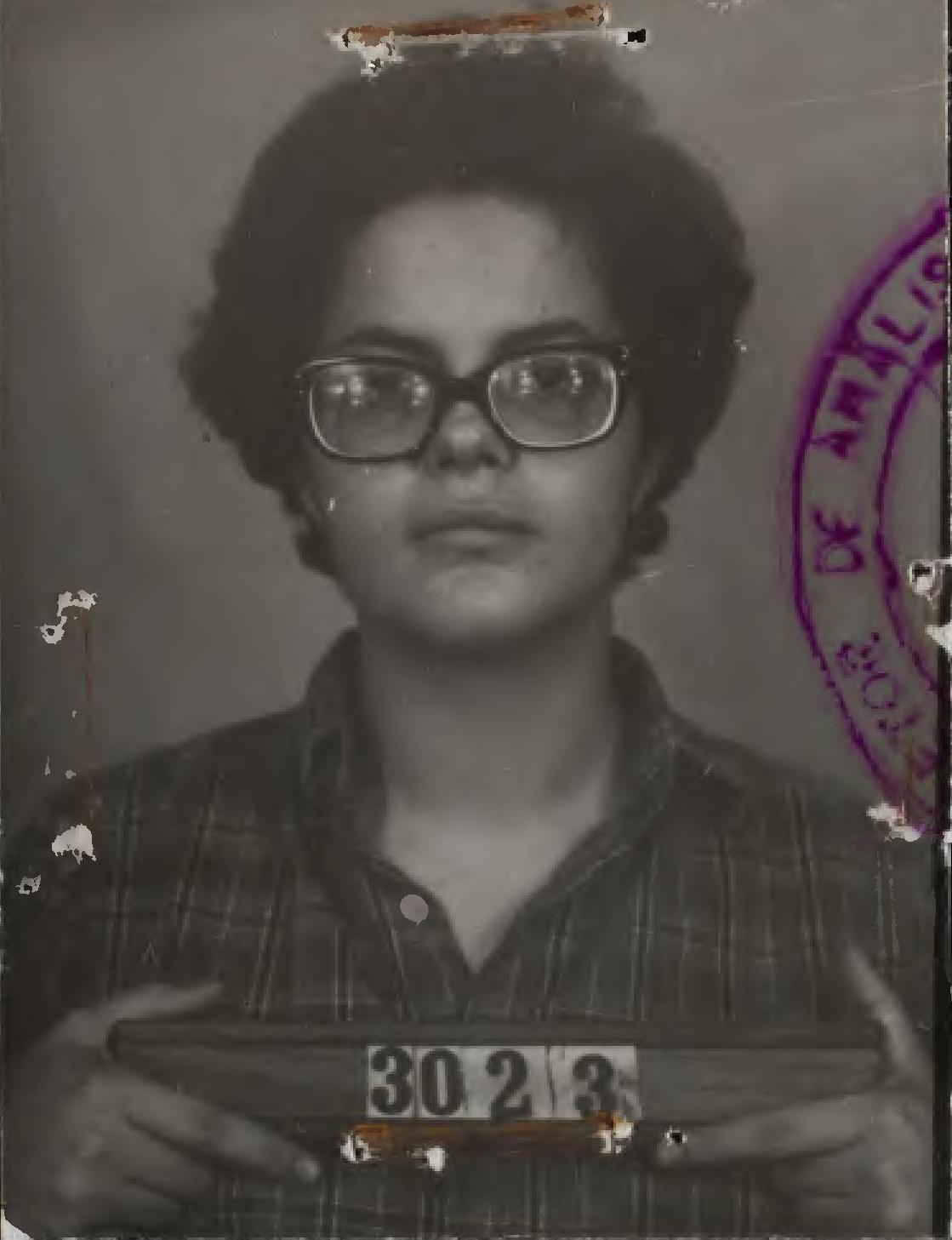
Foto da ficha de Dilma no Departamento de Ordem Política e Social (DOPS) de São Paulo, registrada em janeiro de 1970.

Uma série de prisões de militantes conseguiu capturar José Olavo Leite Ribeiro, que encontrava-se três vezes por semana com Dilma. Conforme o relato de Ribeiro, após sofrer um dia de torturas, ele revelou o lugar onde se encontraria com outro militante, em um bar na Rua Augusta. Em 16 de janeiro de 1970, foi obrigado a ir ao local acompanhado de policiais disfarçados, seu colega também foi capturado e quando já se preparavam para deixar o local, Dilma, que não estava sendo esperada, logo chegou. Percebendo que algo estava errado, Dilma tentou sair do local sem ser notada. Desconfiados, os policiais a abordaram e encontraram-na armada. "Se não fosse a arma, talvez tivesse conseguido escapar", ressalta Ribeiro.
Foi, então, levada para a Operação Bandeirante, no mesmo local onde, cinco anos depois, Vladimir Herzog perderia a vida. Foi torturada por vinte e dois dias com palmatória, socos, pau de arara e choques elétricos. No meio militar, há quem veja o relato de Dilma com ironia e descrédito, especialmente quanto à possibilidade de alguém sobreviver a tanto tempo de tortura. Posteriormente, Dilma denunciou as torturas em processos judiciais e a Comissão Especial de Reparação da Secretaria de Direitos Humanos do Estado do Rio de Janeiro aprovou o pedido de indenização por parte de Dilma e de outras dezoito pessoas.
Carlos Araújo foi preso em 12 de agosto de 1970. Durante o período em que Dilma esteve presa, Araújo teve um rápido romance com a atriz e então simpatizante da organização Bete Mendes. Ao ser preso, encontrou-se com Dilma em algumas ocasiões, nos deslocamentos relativos aos processos militares que ambos respondiam. Ficaram alguns meses no mesmo presídio Tiradentes, em São Paulo, inclusive com visitas íntimas, onde se reconciliaram, planejando restabelecerem a vida conjugal após a prisão.
Dilma foi condenada em primeira instância a seis anos de prisão. Tendo cumprido três anos, o Superior Tribunal Militar reduziu, então, a condenação a dois anos e um mês. Teve também seus direitos políticos cassados por dezoito anos. Seu nome estava numa lista, encontrada na casa de Carlos Lamarca, com presos a que se daria prioridade para serem trocados por sequestrados, mas nunca foi trocada e cumpriu a pena regularmente.
Em 2025, Dilma foi reconhecida como perseguida política pela Comissão de Anistia do Ministério dos Direitos Humanos e da Cidadania, em razão da prisão e das torturas sofridas durante a ditadura militar, sendo-lhe deferida uma indenização de cem mil reais.

### Mudança para Porto Alegre
Dilma saiu do Presídio Tiradentes no fim de 1972, dez quilos mais magra e com uma disfunção na tireoide. Havia sido condenada em alguns processos e absolvida noutros. Iniciou a recuperação da sua saúde em casa com sua família, em Minas Gerais. Algum tempo depois morou com sua tia em São Paulo e depois mudou-se para Porto Alegre, onde Carlos Araújo cumpria os últimos meses de detenção. Hospedou-se na casa dos pais do companheiro Carlos Araújo, cuja localização lhe permitia avistar o presídio em que Araújo estava detido. Dilma visitava-o com frequência, levando jornais e até livros políticos, disfarçados de romances.

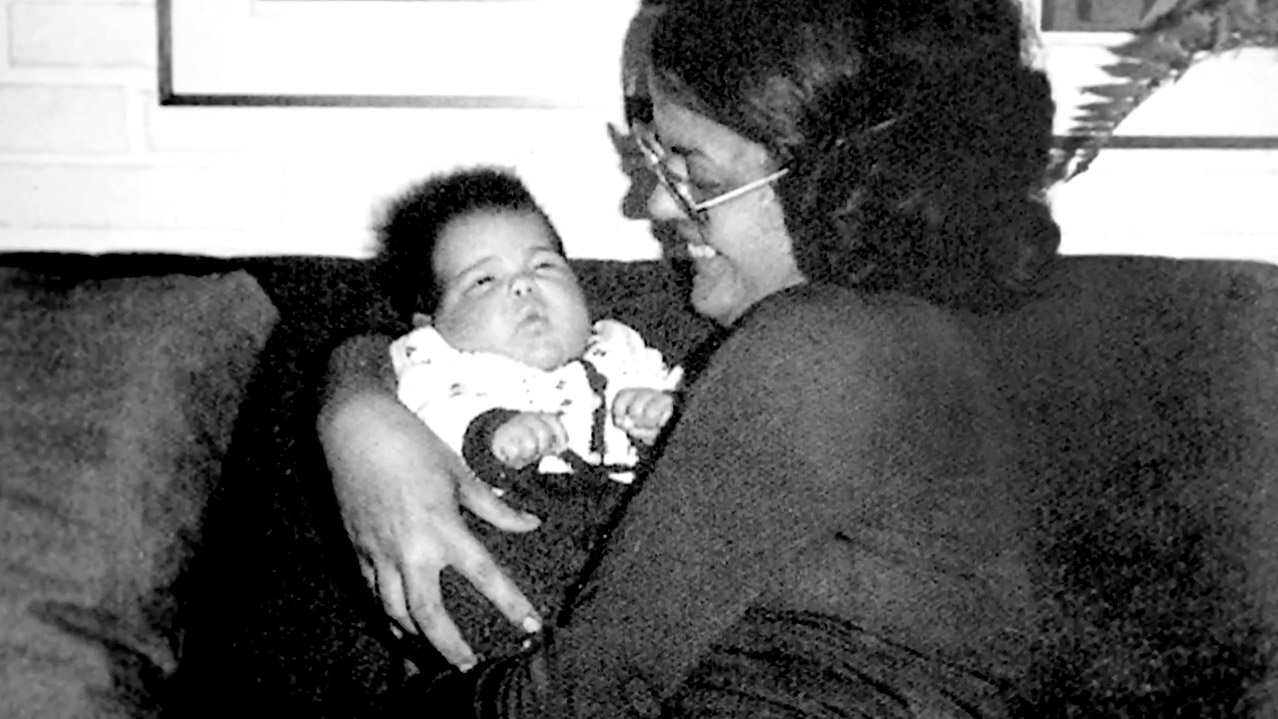
Dilma segurando nos braços a filha recém-nascida Paula.

Punida por subversão, de acordo com o decreto-lei 477, ela havia sido expulsa da Universidade Federal de Minas Gerais e impedida de retomar seus estudos naquela universidade em 1973, o que levou Dilma a prestar vestibular para Economia na Universidade Federal do Rio Grande do Sul. Ficou grávida em 1975 enquanto cursava a graduação e em março de 1976 nasceu sua única filha, Paula Rousseff Araújo. Sua primeira atividade remunerada, após sair da prisão, foi a de estagiária na Fundação de Economia e Estatística (FEE), vinculada ao governo do Rio Grande do Sul. Graduou-se em 1977, não tendo participado ativamente do movimento estudantil.
A sua militância política, desta vez dentro da legalidade, foi reiniciada no Instituto de Estudos Políticos e Sociais (IEPES), ligado ao então único partido legalizado de oposição, o Movimento Democrático Brasileiro (MDB). Mesmo não tendo se filiado ao partido, Dilma organizava debates no instituto, que recebia palestras de intelectuais. Em 1976, Araújo e Dilma trabalharam na campanha de Glênio Peres a vereador, pelo MDB. Em novembro de 1977, o nome de Dilma foi divulgado no jornal O Estado de S. Paulo como sendo um dos 97 subversivos infiltrados na máquina pública em uma relação elaborada pelo então demissionário e Ministro do Exército, Sílvio Frota, que classificou Dilma como "amasiada com o subversivo" Carlos Araújo. Com isso, foi exonerada da FEE, sendo, contudo, anistiada mais tarde.

## Início da carreira política

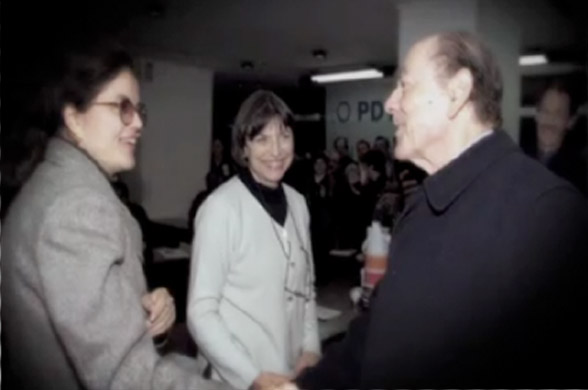
Dilma Rousseff e Leonel Brizola.

Com o fim do bipartidarismo, participou junto com Carlos Araújo dos esforços de Leonel Brizola para a recriação do Partido Trabalhista Brasileiro (PTB). Após a perda da sigla para o grupo de Ivete Vargas, foi membro fundadora do Partido Democrático Trabalhista (PDT). Araújo foi eleito deputado estadual em 1982, 1986 e 1990. Foi, também, por duas vezes, candidato a prefeito de Porto Alegre, perdendo para Olívio Dutra, em 1988, e Tarso Genro, em 1992. Dilma conseguiu seu segundo emprego na primeira metade dos anos 1980 como assessora da bancada do PDT na Assembleia Legislativa do Rio Grande do Sul.

### Secretária Municipal da Fazenda
Araújo e Dilma dedicaram-se com afinco na campanha de Alceu Collares à prefeitura de Porto Alegre em 1985. Eleito prefeito, Collares a nomeou titular da Secretaria Municipal da Fazenda, seu primeiro cargo executivo. Na campanha do pedetista Aldo Pinto para o governo do estado em 1986, Dilma participou da assessoria.
Dilma permaneceu à frente da Secretaria Municipal da Fazenda até 1988, quando se afastou para se dedicar à campanha de Araújo à prefeitura de Porto Alegre, sendo substituída por Políbio Braga. Este revelou que Dilma tentara convencê-lo a não assumir o cargo, aconselhando-o, então: "Não assume não, que isso pode manchar a tua biografia. Eu não consigo controlar esses loucos e estou saindo antes que manche a minha." Enquanto Collares lembra da gestão de Dilma como exemplo de competência e transparência, Políbio Braga discorda, lembrando que "ela não deixou sequer um relatório, e a secretaria era um caos". No ano seguinte, em 1989, Dilma foi nomeada para o cargo de diretora-geral da Câmara Municipal de Porto Alegre, mas acabou sendo demitida do cargo pelo presidente da casa, vereador Valdir Fraga, porque chegava tarde ao trabalho. Conforme Fraga, "eu a exonerei porque houve um problema com o relógio de ponto".

### Secretária Estadual de Energia, Minas e Comunicações
Em 1990, Alceu Collares foi eleito governador, indicando Dilma para presidir a Fundação de Economia e Estatística (FEE). Permaneceu ali até fim de 1993, quando foi nomeada Secretária de Energia, Minas e Comunicações, sustentada pela influência de Carlos Araújo e seu grupo político. Permaneceu no cargo até final de 1994, época em que seu relacionamento com Araújo chegou ao fim, abalado pela descoberta de um caso extraconjugal. Depois reconciliaram-se e permaneceram juntos até 2000, quando Dilma foi morar só, em um apartamento alugado.
Em 1995, terminado o mandato de Alceu Collares, Dilma afastou-se dos cargos políticos. Entre 1995 e 1996, teve uma curta experiência como microempresária vendendo produtos variados a baixos preços tabelados (os populares "um e noventa e nove") numa lojinha chamada Pão e Circo, pouco depois retornaria à FEE, passando a ser editora da revista Indicadores Econômicos. Em 1998, o petista Olívio Dutra ganhou as eleições para o governo gaúcho com o apoio do PDT no segundo turno, e Dilma retornou à Secretaria de Minas e Energia. Conforme Olívio, "Eu já a conhecia e respeitava. E a nomeei também porque ela estava numa posição mais à esquerda no PDT, menos populista".
Na sua gestão na Secretaria de Minas e Energia do governo Dutra, a capacidade de atendimento do setor elétrico subiu 46%, com um programa emergencial de obras que reuniu estatais e empresas privadas. Em janeiro de 1999, Dilma viaja a Brasília e alerta as autoridades do setor elétrico de que, sem investimentos em geração e transmissão de energia, os cortes que o Rio Grande do Sul enfrentara no início de sua gestão ocorreriam no resto do país. Na crise do apagão elétrico no final do governo Fernando Henrique Cardoso, os três estados da Região Sul não foram atingidos, não sendo imposto qualquer racionamento, pois não houve estiagem na região. Ainda assim, houve economia voluntária de energia e Dilma tentou obter compensação, como se concedia nas demais regiões. O governo federal não cedeu e Dilma conseguiu contemporizar junto à iniciativa privada gaúcha.
Em 2000, Alceu Collares (PDT) e Tarso Genro (PT) disputaram o segundo turno na eleição para a Prefeitura de Porto Alegre. Dilma se licenciou do PDT para apoiar a candidatura de Tarso e posteriormente, em março de 2001, filiou-se ao PT, acompanhando o grupo dissidente liderado por José Vicente Brizola, filho de Leonel Brizola.

## Ministra de Estado

### Ministra de Minas e Energia

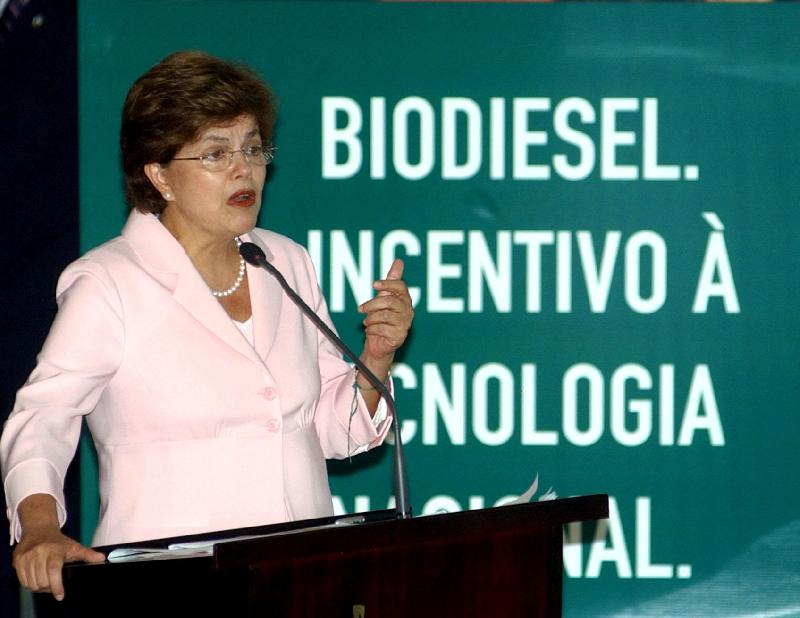
Dilma discursa durante cerimônia de lançamento do Programa Nacional de Biodiesel.

Dilma fez parte do grupo que elaborou os assuntos relacionados à área de minas e energia na plataforma do candidato Luiz Inácio Lula da Silva em 2002. Ela havia sido convidada pelo físico e engenheiro nuclear Luiz Pinguelli Rosa, que coordenava as reuniões. Para todos no grupo, estava evidente que Pinguelli seria o ministro de Minas e Energia, caso Lula vencesse a eleição em 2002. Foi grande a surpresa quando Lula, eleito, escolheu Dilma para assumir a pasta. Ao assumir o Ministério das Minas e Energia, também foi nomeada presidente do Conselho de Administração da Petrobras, cargo que exerceu até março de 2010.
Dilma defendeu uma nova política industrial para o governo, fazendo com que as compras de plataformas pela Petrobras tivessem um conteúdo nacional mínimo. Argumentou que não era possível que uma obra de um bilhão de reais não fosse feita no Brasil. As licitações para as plataformas P-51 e P-52 foram, assim, as primeiras no país a exigir um conteúdo nacional mínimo.
Sua gestão no ministério foi marcada pelo respeito aos contratos da gestão anterior, como pelos esforços em evitar novo apagão, pela implantação de um modelo elétrico menos concentrado nas mãos do Estado e pela criação do programa Luz Para Todos. Convicta de que investimentos urgentes em geração de energia elétrica deveriam ser feitos para que o país não sofresse um apagão já em 2009, Dilma travou um sério embate com a ministra do Meio Ambiente, Marina Silva, que defendia o embargo a várias obras, preocupada com o desequilíbrio ecológico que poderiam causar. José Dirceu, então Ministro-chefe da Casa Civil, teve que criar uma equipe de mediadores entre as ministras para tentar resolver as disputas.

### Ministra-chefe da Casa Civil

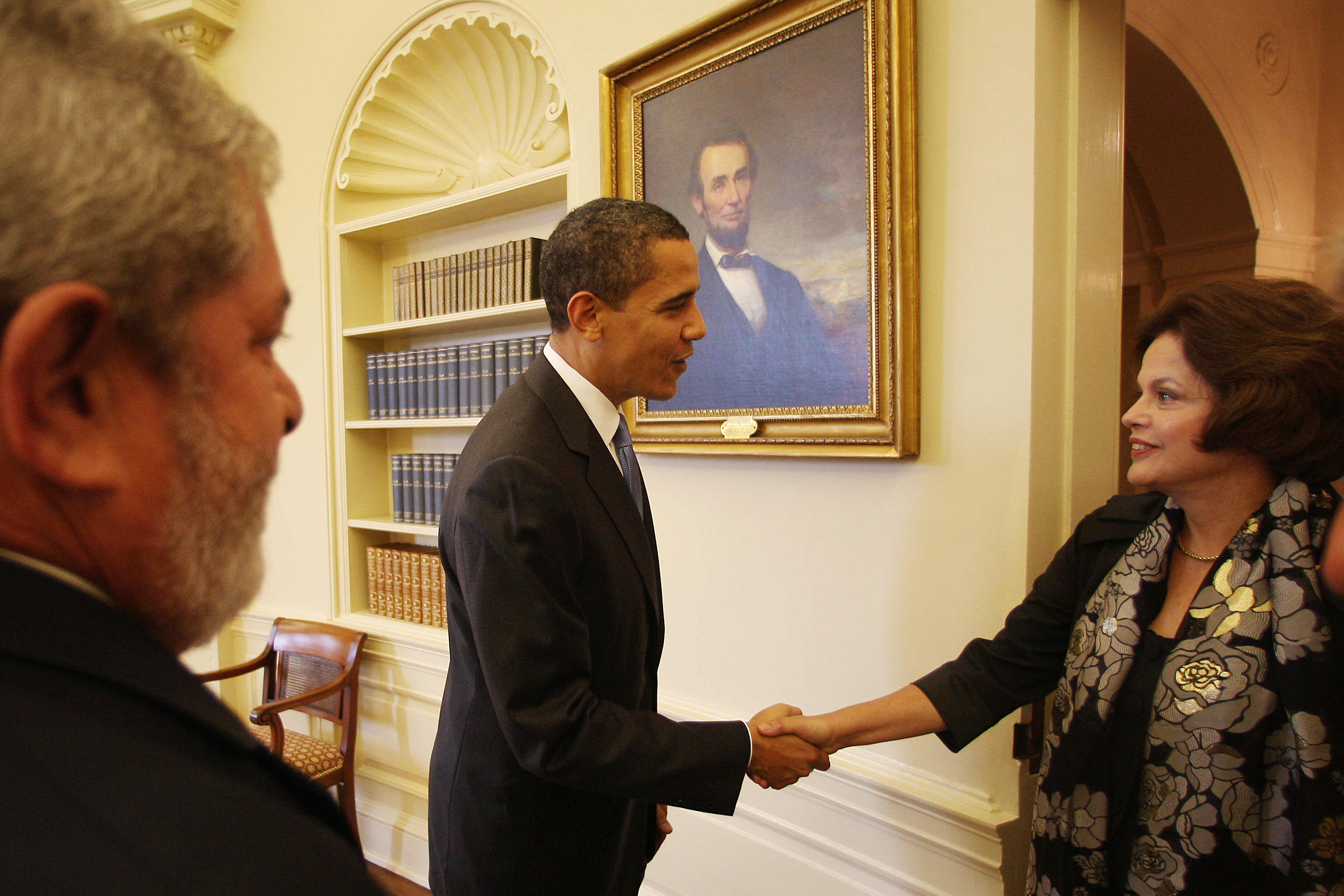
Dilma cumprimenta o presidente norte-americano Barack Obama durante encontro na Casa Branca.

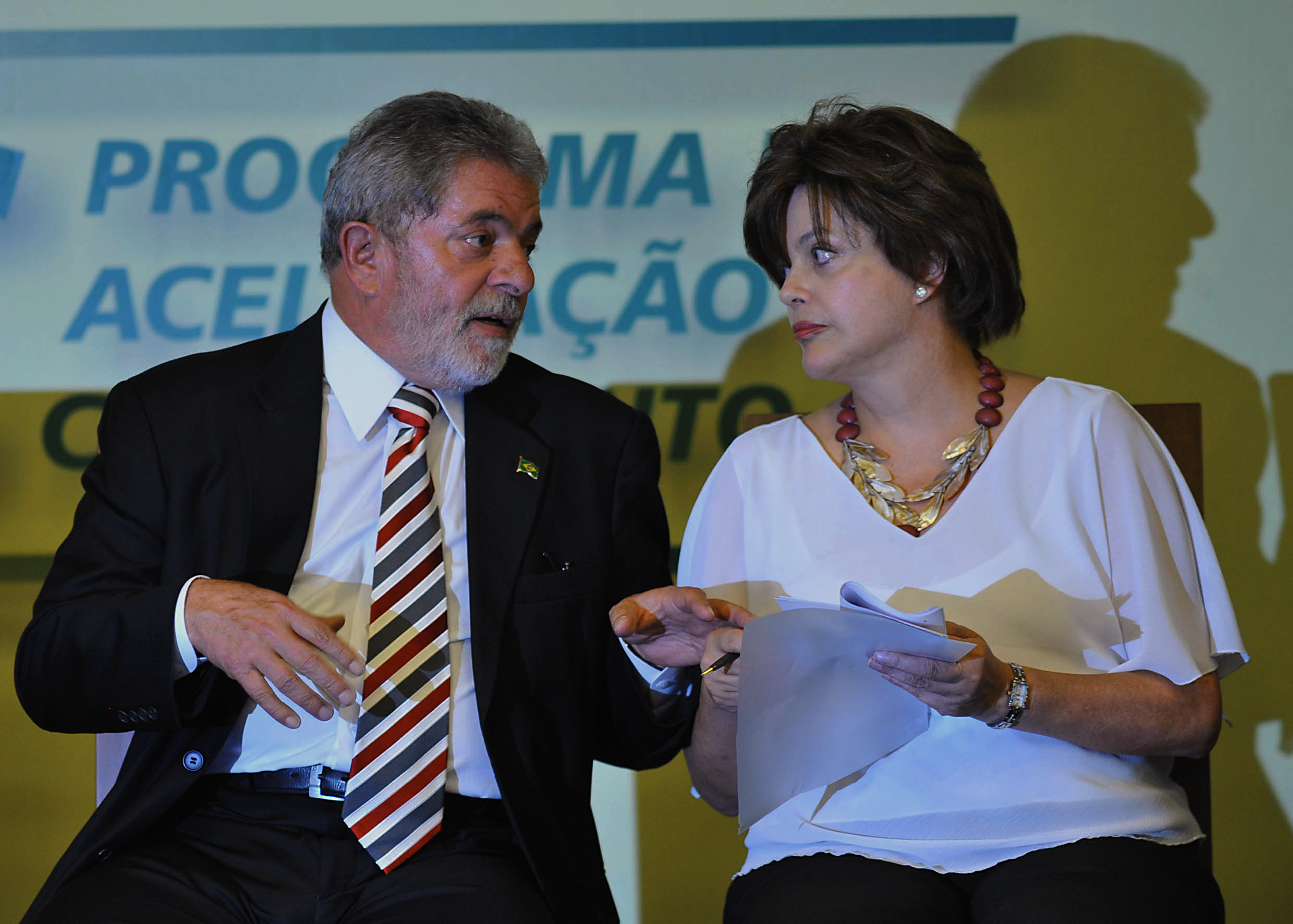
Dilma e Lula durante cerimônia de lançamento do PAC da Habitação.

Em 20 de junho de 2005, o presidente Lula indicou Dilma para comandar o Ministério da Casa-Civil. Assim, Dilma se tornou a primeira mulher a assumir o cargo na história do país. José Dirceu, seu antecessor, saiu do ministério devido ao escândalo do mensalão, tendo sido posteriormente condenado. Na época, alguns petistas criticaram a escolha, por considerarem Dilma com um perfil mais técnico e preferiam um nome mais político para a Casa Civil. Franklin Martins, ex-guerrilheiro a se tornar ministro, afirmou que "Lula percebeu que ela fazia as coisas andarem." Mais tarde, Dilma revelou a Gilberto Carvalho que a indicação foi uma surpresa muito maior do que quando fora indicada para a pasta de Minas e Energia.
Segundo o jornal Zero Hora, o Consulado dos Estados Unidos em São Paulo encaminhou ao Departamento de Estado norte-americano, logo após a posse de Dilma na Casa Civil, um dossiê detalhado, traçando seu perfil, o passado como guerrilheira, gostos e hábitos pessoais e características profissionais, descrevendo-a como "técnica prestigiada e detalhista" e como uma pessoa com "fama de durona". Durante seu primeiro ano no ministério, foi condecorada pelo presidente Lula com a mais alta distinção da Ordem do Mérito da Defesa, a Grã-Cruz.
Em virtude do escândalo dos cartões corporativos, surgido em janeiro de 2008, Dilma teve que se explicar após uma reportagem da revista Veja afirmar que o Palácio do Planalto montara um dossiê detalhando gastos da família Fernando Henrique Cardoso e que os documentos estariam sendo usados para intimidar a oposição na CPI dos Cartões Corporativos. Em entrevista coletiva em 4 de abril, reconheceu a feitura do banco de dados, mas descartou qualquer conotação política pertinente. As investigações da Polícia Federal concluíram que o responsável pelo vazamento foi um funcionário da Casa Civil, então subordinado de Erenice Guerra, que era secretária-executiva de Dilma e posteriormente sua sucessora na Casa Civil. Ele enviou passagens do dossiê para um assessor do senador tucano Álvaro Dias, confirmando que o dossiê existiu. Na época, a Casa Civil negou a existência do tal dossiê, apresentando, no intervalo de quinze dias, três versões diferentes sobre o assunto, todas depois desmentidas pela imprensa.
Dilma era considerada pelo governo Lula a gerente do Programa de Aceleração do Crescimento (PAC). Lula também a chamou de "mãe" do PAC, designando-a responsável pelo programa em todo o país e informando que a população deveria cobrar dela o andamento das obras. Quanto ao ritmo das obras, Dilma alegou que o país não tem elevado grau de eficiência, como a Suíça, mas estava conseguindo acelerar os maiores projetos. Por outro lado, a condução do PAC, apesar de alguns pontos positivos, foi recebida por seus críticos como uma iniciativa eleitoreira, ineficiente e inconsistente, com apenas 12% das obras previstas no programa concluídas nos três primeiros anos de governo. Ela também se formou no curso de lideranças políticas do Departamento de Estado dos Estados Unidos.

## Campanhas presidenciais

### Campanha presidencial de 2010

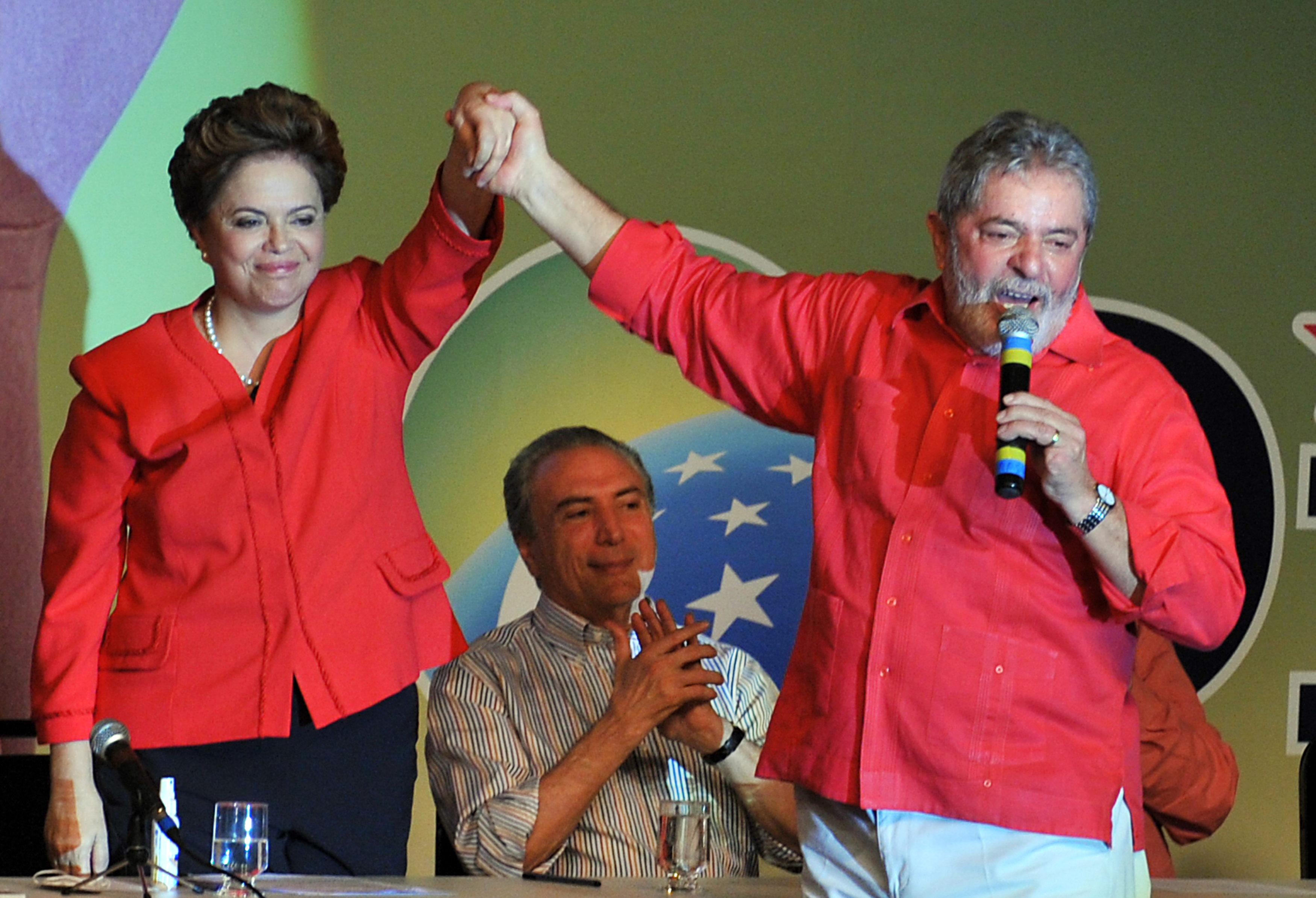
Convenção Nacional do Partido dos Trabalhadores.

Em abril de 2007, Dilma já era apontada como possível candidata à presidência da República na eleição de 2010. Naquele mesmo ano, o presidente Lula passou a dar destaque a então ministra com o objetivo de testar seu potencial como candidata. Em abril de 2009, Lula afirmou que "Todo mundo sabe que tenho intenção de fazer com que Dilma seja candidata do PT e dos partidos, mas se ela vai ganhar vai depender de cada brasileiro". Para cumprir com a lei eleitoral de desincompatibilização, Dilma deixou o Ministério da Casa-Civil em 31 de março de 2010, sendo sucedida por Erenice Guerra.
A Convenção Nacional do Partido dos Trabalhadores, realizada em Brasília no dia 13 de junho de 2010, oficializou Dilma como a candidata do partido à presidência, bem como oficializou o então presidente da Câmara dos Deputados, Michel Temer, como seu vice. A coligação de Dilma e Temer recebeu o nome de Para o Brasil seguir mudando e foi composta por dez partidos. Em seu discurso de aceitação como candidata, declarou: "Não é por acaso que depois desse grande homem o Brasil possa ser governado por uma mulher, uma mulher que vai continuar o Brasil de Lula, mas que fará o Brasil de Lula com alma e coração de mulher".
O mote da campanha petista foi a continuidade do governo Lula. Até então desconhecida por grande parte do eleitorado, Dilma passou a liderar a corrida pela sucessão presidencial no final de junho. Ela foi beneficiada pela aprovação recorde do governo Lula, que atingiu patamares próximos aos 80%. O presidente engajou-se pessoalmente na campanha, participando de vários comícios, gravando para a propaganda eleitoral e declarando apoio à candidata repetidas vezes. O Tribunal Superior Eleitoral (TSE) interpretou algumas dessas declarações como propaganda eleitoral antecipada, multando-os diversas vezes.

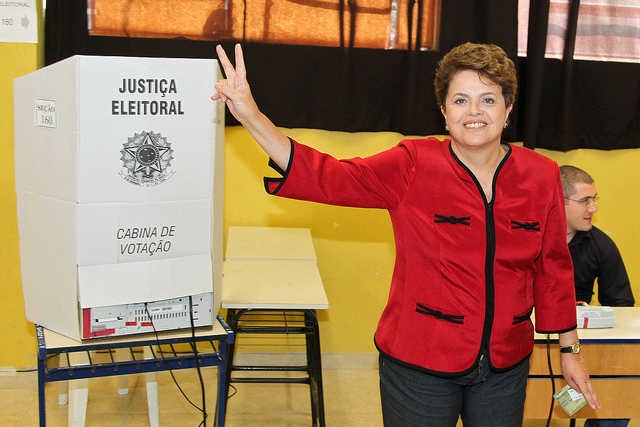
Dilma após votar em Porto Alegre nas eleições de 2010.

Algumas pesquisas de opinião indicavam que Dilma poderia vencer a eleição já no primeiro turno. Ela chegou a atingir mais de 30% de diferença em relação a José Serra, candidato do PSDB. Após a divulgação pela imprensa das suspeitas de tráfico de influência no Ministério da Casa-Civil envolvendo a ministra Erenice Guerra, ex-secretária executiva e braço direito de Dilma, as pesquisas passaram a indicar uma migração de votos da petista para Marina. Também contribuiu para sua queda nas pesquisas a questão da descriminalização do aborto, em que seus opositores afirmavam que Dilma seria favorável ao aborto, embora ela tenha negado ter esta posição.
Em 3 de outubro, Dilma obteve 46,91% dos votos válidos, classificando-se para o segundo turno com Serra, que atingiu 32,61%. Marina Silva, candidata do PV, conquistou 19,33% dos votos, tirando da petista a vantagem que a elegeria no primeiro turno, como tinha sido apontado inicialmente pelos institutos de pesquisas.
No segundo turno, Marina optou por não declarar apoio a nenhum dos dois candidatos. Dilma manteve a vantagem sobre Serra nas pesquisas de opinião. Em 31 de outubro, ela obteve 55 752 529 votos (56,05%), elegendo-se a primeira mulher presidente do Brasil. Em seu discurso de vitória, destacou o papel das mulheres e agradeceu o apoio do presidente Lula. Sua vitória teve grande repercussão na imprensa internacional, que destacou o ineditismo por ser a primeira presidente e o peso de seu padrinho político.

### Campanha presidencial de 2014

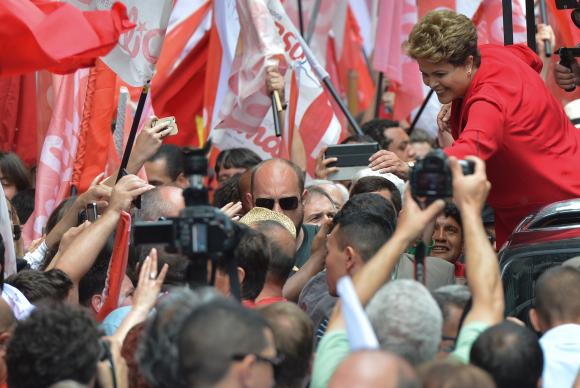
Dilma durante campanha em outubro de 2014, em Porto Alegre.

A avaliação do governo e sua avaliação pessoal tiveram uma grande queda após os protestos de junho de 2013. Porém, os levantamentos continuaram apontando seu favoritismo na disputa eleitoral que aproximava-se. Durante o ano de 2014, ocorreram várias denúncias relacionadas à Petrobras na Operação Lava Jato, envolvendo políticos e empreiteiras. A presidente também enfrentou críticas relacionadas à condução da política econômica. O crescimento médio do Produto Interno Bruto (PIB) atingiu os mais baixos níveis desde o governo Fernando Collor e a inflação acumulada ficou acima do limite estipulado pelo governo.
Alguns setores do Partido dos Trabalhadores deram vida ao movimento "Volta, Lula". O movimento defendia que Dilma fosse substituída pelo ex-presidente Lula como o candidato do partido. O ex-presidente negou a intenção de ser candidato e declarou apoio à reeleição de Dilma. Na convenção nacional do Partido dos Trabalhadores, realizada no dia 21 de junho de 2014, o partido oficializou a candidatura de Dilma à reeleição, tendo novamente Michel Temer (PMDB) como candidato a vice-presidente.

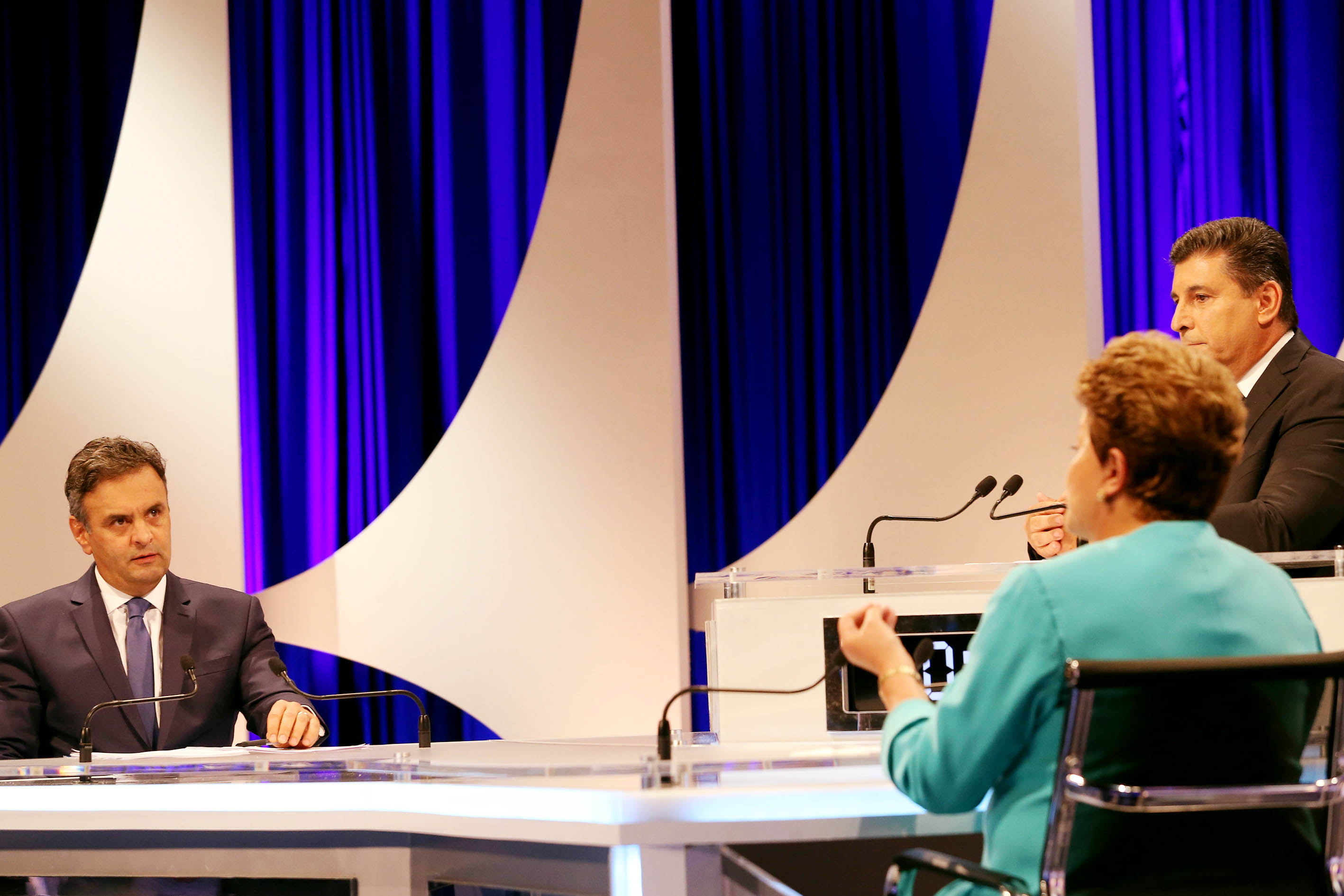
Debate entre Dilma e Aécio no SBT em 16 de outubro de 2014. A eleição presidencial de 2014 foi a mais acirrada desde a redemocratização.

No início da campanha, as pesquisas eleitorais indicavam que o senador mineiro Aécio Neves, candidato do PSDB, seria seu principal adversário. O governador de Pernambuco, Eduardo Campos, do PSB, apresentava-se como um candidato de terceira via. Em 13 de agosto de 2014, Campos morreu em um acidente aéreo na cidade de Santos. A morte de Campos, seguida da ascensão de Marina Silva como candidata, alterou o quadro eleitoral. Marina ultrapassa Aécio nas pesquisas e assume o segundo lugar, com vantagem em relação à Dilma nos cenários de segundo turno. Porém, Aécio passa a crescer gradativamente nas pesquisas, assim como Marina começa a cair, em grande parte devido aos ataques que recebeu e às polêmicas que se envolveu. Nas vésperas do primeiro turno, as pesquisas indicavam que o segundo turno seria realizado entre Dilma e Aécio, que estava em empate técnico com Marina, mas com tendência de alta.
Em 5 de outubro, dia do primeiro turno da eleição, Dilma votou em Porto Alegre e ainda pela manhã seguiu para Brasília para acompanhar a apuração dos votos. Com 41,59% dos votos válidos, Dilma foi a mais votada em quinze estados. Nenhum dos candidatos obteve a maioria dos votos válidos, sendo então convocado pelo Tribunal Superior Eleitoral um segundo turno entre Dilma e Aécio, que foi o segundo colocado com 33,55%. A terceira colocada na disputa, Marina Silva, ficou com 21,32% e declarou apoio a Aécio.

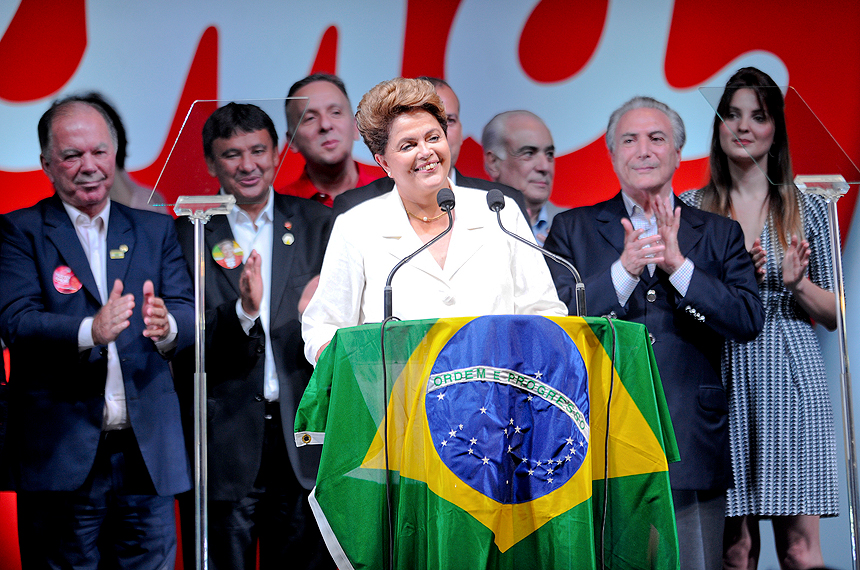
Dilma é reeleita presidente da República, 26 de outubro de 2014.

Nas três semanas de disputa direta entre Dilma e Aécio, os debates e as críticas concentraram-se na corrupção e na economia. Aécio explorou as investigações da Operação Lava Jato, enquanto Dilma afirmava que a oposição tentava dar um golpe ao explorar o caso e que a Polícia Federal tinha independência para investigar. Na economia, Dilma insistiu que o retorno do PSDB ao comando do país seria uma "volta ao passado" e criticou o governo Fernando Henrique Cardoso repetidas vezes. Nas duas últimas semanas, os ataques se intensificaram nas propagandas, em debates televisionados e nos atos de campanha. Uma semana antes da votação, o ministro Dias Toffoli decidiu reduzir o tempo de propaganda eleitoral de ambos os candidatos, em decorrência de violações cometidas por eles.
As pesquisas iniciais do segundo turno indicaram Aécio e Dilma empatados tecnicamente, mas com vantagem numérica do tucano. Na última semana de campanha, a petista passa a liderar numericamente, mas o empate técnico persistia. Praticamente repetindo o ritual do primeiro turno, Dilma votou de manhã em sua seção eleitoral na capital gaúcha e seguiu para a capital federal para acompanhar a apuração dos votos. Sua reeleição foi anunciada às 20h27min de 26 de outubro, quando 98% das urnas já haviam sido apuradas. Ela recebeu 54 501 118 votos (51,64% dos votos válidos), contra os 51 041 155 votos (48,36%) a favor de Aécio. No discurso de vitória, Dilma pediu união, prometeu diálogo e negou que o país estaria "dividido". Esta foi a eleição presidencial mais acirrada em trinta anos e considerada por cientistas políticos uma das mais "ofensivas" da história política brasileira.
Em retrospecto, um editorial divulgado pelo O Estado de S. Paulo em março de 2016 afirmou que a campanha de Dilma em 2014 foi "baseada no medo e em mentiras de todo o tipo," o que, segundo o jornal, fez com que a presidente fosse reeleita "para levar o país a um dos mais calamitosos períodos recessivos de sua história e a uma aguda crise política e moral."

## Presidente do Brasil

### Primeiro mandato, 2011–2014

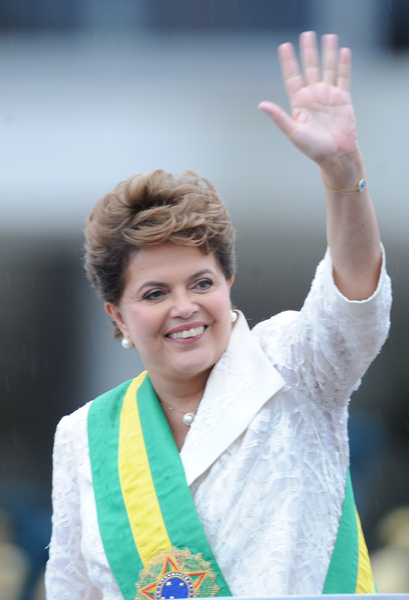
A recém-empossada presidente Dilma Rousseff vestindo a faixa presidencial, em 1º de janeiro de 2011.

Dilma foi empossada como a 36ª presidente do Brasil em 1º de janeiro de 2011. Em seu discurso de posse, prometeu erradicar a pobreza e mudar o sistema tributário. Antes mesmo de assumir o cargo, afirmou preferir ser tratada como "presidenta", mas desde sua eleição não houve posicionamento oficial a respeito do tema, o que gerou certa confusão. Embora a norma culta do Português estabeleça "presidente" como comum de dois gêneros, os dicionários mais importantes também registram, acompanhado quase sempre das devidas ressalvas, o termo "presidenta". Embora correto linguisticamente e a preferência de Dilma, os meios de comunicação não estabeleceram qualquer padronização, sendo usado desde então tanto "a presidente" quanto "presidenta" em referência à Dilma Rousseff.
Em meados de janeiro daquele ano, visitou as áreas atingidas pelas enchentes e deslizamentos de terra no Rio de Janeiro. No final do mesmo mês, fez a primeira viagem internacional, escolhendo a Argentina como destino. Em fevereiro, anunciou um corte de cinquenta bilhões de reais nas despesas previstas pelo Orçamento Geral da União para 2011 e fez seu primeiro pronunciamento transmitido em rede nacional de rádio e televisão. Em março, recebeu a visita do presidente norte-americano Barack Obama, com quem assinou acordos de cooperação. Em abril, decretou luto oficial de três dias pelo Massacre de Realengo e declarou que o país estava unido em repúdio à violência.

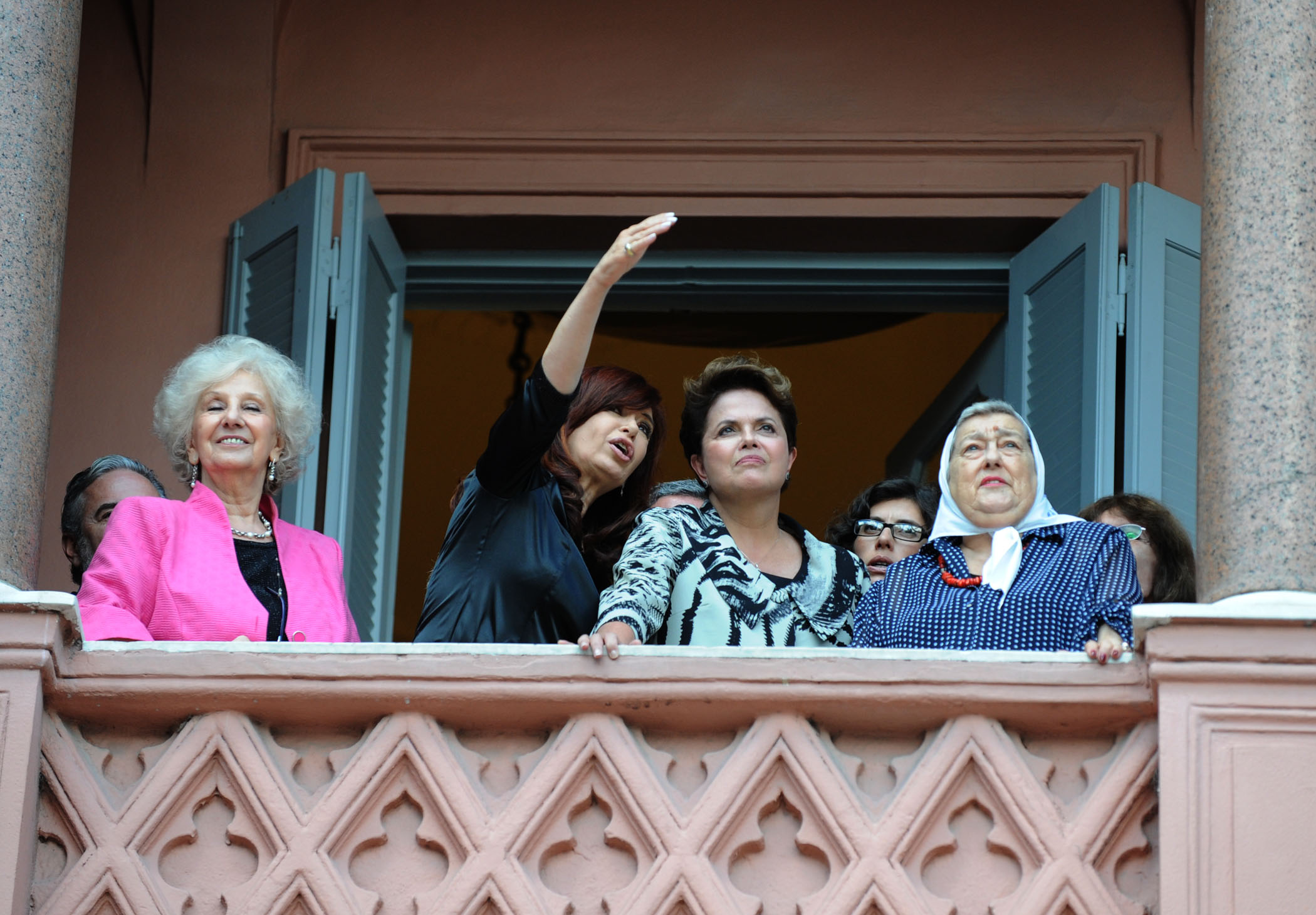
Dilma e Cristina Kirchner, presidente da Argentina, durante sua primeira viagem internacional.

Ainda em 2011, no campo da macroeconomia, teve início a implementação de inúmeras medidas que compunham a nova matriz econômica, caracterizada por maior intervenção estatal na economia, juros mais baixos, desonerações, e outras iniciativas que visavam favorecer a indústria nacional. A nova matriz, portanto, tinha caráter desenvolvimentista. O responsável por implementá-la foi Guido Mantega, ministro da Fazenda no final do governo Lula que foi mantido no cargo quando Dilma tomou posse como presidente. A matriz foi mais tarde objeto de crítica.
Em seu discurso de abertura da Assembleia Geral das Nações Unidas em 21 de setembro, defendeu o Estado Palestino ao dizer que "chegou o momento" daquele país se tornar um membro pleno da ONU. Dilma também exaltou o papel das mulheres na política, declarando: "Pela primeira vez na história das Nações Unidas, uma voz feminina inaugura o debate geral: é a voz da democracia". Em novembro, sancionou a lei que instituiu a Comissão Nacional da Verdade e a Lei de acesso à informação, regulamentando o direito do acesso à informações públicas.
Em seu primeiro ano de mandato, sete ministros foram substituídos. Os ministros Antonio Palocci (Casa Civil), Alfredo Nascimento (Transportes), Wagner Rossi (Agricultura), Pedro Novais (Turismo), Orlando Silva (Esporte) e Carlos Lupi (Trabalho) demitiram-se após denúncias de corrupção. Nelson Jobim, então ministro da Defesa, pediu demissão após classificar o governo Dilma como "atrapalhado".
Em fevereiro de 2012, o governo federal leiloou os aeroportos de Guarulhos, Viracopos e Brasília. As concessionárias vencedoras irão administrar os aeroportos durante o prazo de concessão, que varia de vinte a até trinta anos. O governo arrecadou 24 bilhões de reais com os leilões. Também foram, posteriormente, concessionados para a iniciativa privada trechos de rodovias e ferrovias federais.

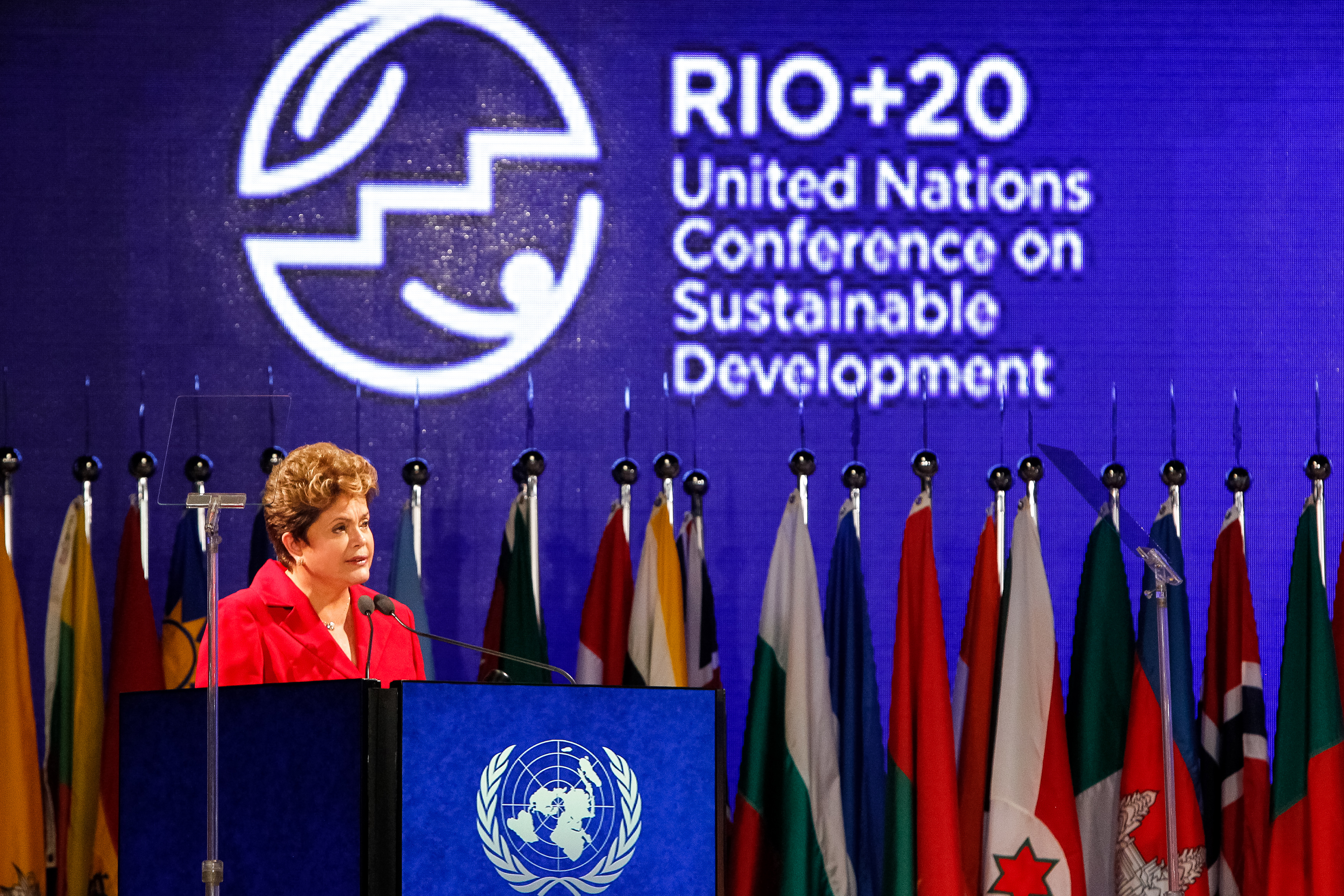
Dilma discursa durante abertura da Rio+20, 20 de junho de 2012.

Em maio de 2012, anunciou, em rede nacional de televisão, a criação do programa Brasil Carinhoso, com o objetivo tirar da miséria absoluta todas as famílias com integrantes de até quinze anos. No mês seguinte, ela sancionou a Lei nº 12 677, que criou mais de setenta mil cargos a serem preenchidos até 2014 na área educacional e, em agosto, sancionou a lei que destina metade das vagas em universidades federais para estudantes de escolas públicas.
Em seu primeiro pronunciamento em rede nacional de rádio e televisão do ano de 2013, anunciou uma redução na conta de luz e declarou que "ao mesmo tempo, com a entrada em operação de novas usinas e linhas de transmissão, vamos aumentar em mais de 7% nossa produção de energia e ela irá crescer ainda nos próximos anos". Em março, anunciou a desoneração de impostos federais sobre a cesta básica com o objetivo de reaquecer a economia.
Em junho de 2013, ocorreu uma histórica onda de protestos da população que se espalharam por todo País sobre insatisfação relacionada aos Poderes Executivo e Legislativo, aliada a questões sobre condições de saúde, educação e segurança. Esses protestos ficaram conhecidas como Jornadas de Junho e resultaram em uma queda significativa na popularidade de Dilma e também afetaram negativamente a popularidade de governadores, prefeitos, deputados e da maioria dos partidos do país. Em 21 de junho de 2013, um dia após a maior manifestação registrada nessa onda, Dilma cancelou uma viagem que faria ao Japão e convocou uma reunião de emergência. No mesmo dia, foi gravado um pronunciamento presidencial, que foi transmitido na mesma noite. Neste pronunciamento, Dilma anunciou a criação de cinco pactos e uma proposta de plebiscito para constituinte da reforma política.
Em setembro de 2013, documentos do Governo dos Estados Unidos classificados como ultrassecretos vazaram, revelando que Dilma e seus principais assessores, além de grandes empresas como a Petrobrás, foram espionados pelo governo norte-americano. Em 17 de setembro, Dilma cancelou a viagem oficial que faria aos EUA naquele ano. Em 24 de setembro, a presidente discursou na Assembleia Geral da ONU, onde declarou que a espionagem fere a soberania e o direito internacional. Ela classificou as denúncias como uma "grave violação dos direitos humanos e das liberdades civis" e uma "afronta aos princípios que devem guiar as relações entre os países". Em fevereiro de 2015, uma reportagem do The New York Times afirmou que os programas de espionagem da NSA no Brasil e no México continuaram mesmo após as revelações ao público e o estremecimento das relações bilaterais.

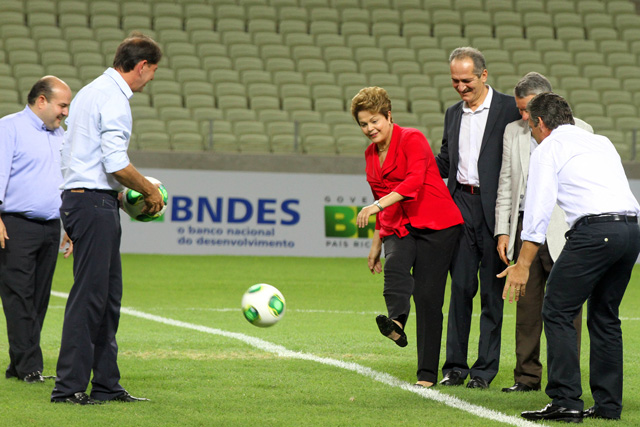
Dilma dá o "pontapé inicial" da Arena Castelão, 20 de janeiro de 2013.

Em 21 de outubro de 2013, foi leiloado o Campo de Libra, considerado o maior campo de petróleo da Camada pré-sal. Naquele mesmo dia, a presidente Dilma fez um pronunciamento em rede nacional de rádio e televisão negando que o leilão significava a privatização do petróleo brasileiro. Segundo ela, "o Brasil é — e continuará sendo — um país aberto ao investimento, nacional ou estrangeiro, que respeita contratos e que preserva sua soberania. Por tudo isso, o leilão de Libra representa um marco na história do Brasil".
Em 27 de abril de 2014, sancionou o Marco Civil da Internet, que estabeleceu obrigações e direitos dos provedores de internet. Dilma discursou no fórum global NETmundial, realizado naquele mês, afirmando: "Esse foi um processo virtuoso que nós levamos no Brasil. O nosso Marco Civil também foi valorizado pelo processo de sua construção. Por isso, gostaria de lembrar que ele estabelece princípios, garantias e direitos dos usuários."
Em 10 de junho de 2014, dois dias antes do início da Copa do Mundo FIFA, Dilma pronunciou-se em rede nacional de televisão sobre o evento. No pronunciamento, a presidente defendeu o legado da Copa, declarando: "No jogo, que começa agora, os pessimistas já entram perdendo. Foram derrotados pela capacidade de trabalho e a determinação do povo brasileiro, que não desiste nunca". Entre junho de 2013 até a realização da Copa, vários protestos ocorreram contra a realização do evento no país. Os manifestantes denunciavam gastos excessivos de verbas públicas para construção de estádios e estruturas, a isenção de impostos a Federação Internacional de Futebol (FIFA), o padrão dos serviços públicos comparados ao evento e alegações de corrupção. Dilma também foi alvo dos protestos por, pelo menos, duas vezes: em seu discurso de abertura da Copa das Confederações FIFA de 2013, recebeu muitas vaias da plateia; ao entregar a taça de campeã para a Alemanha, foi novamente vaiada pela torcida.
Durante a abertura da Assembleia-geral das Nações Unidas, em setembro de 2014, Dilma pediu "diálogo" para as nações envolvidas em uma retaliação às ações promovidas pelo Isis (sigla em inglês). Tal afirmação gerou controvérsias em setores de mídia e política, visto que o estado islâmico promovia massacres de mulheres, crianças e perseguição religiosa. Dilma foi acusada de direcionar seu discurso às ações dos Estados Unidos e pedindo diálogo apenas às nações que apoiam a retaliação. Em resposta, o presidente norte-americano Barack Obama afirmou que "a única linguagem que assassinos como esses entendem é a da força."

### Segundo mandato, 2015–2016

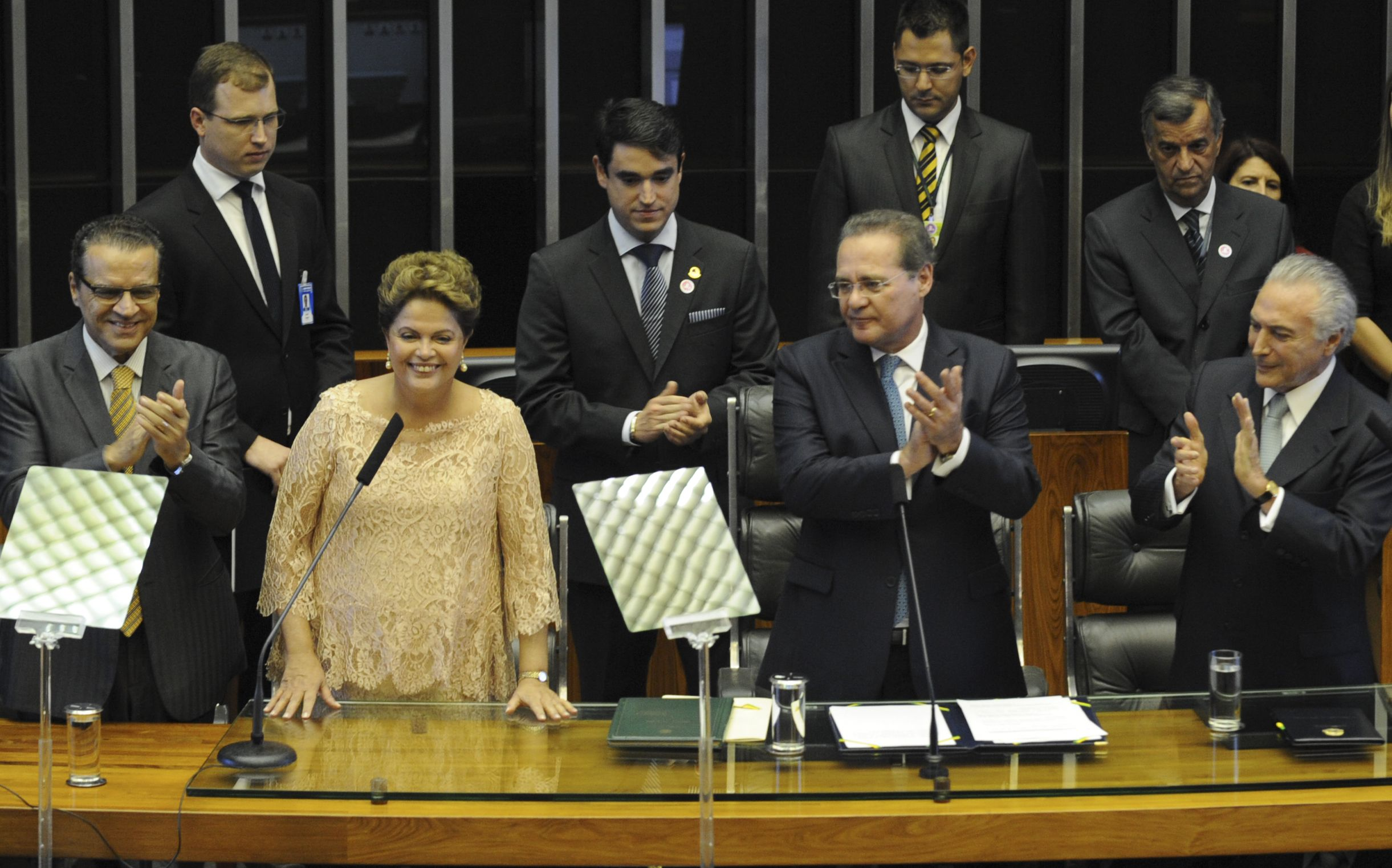
Dilma Rousseff sendo empossada para o seu segundo mandato.

Em 1º de janeiro de 2015, Dilma foi empossada para o seu segundo mandato na presidência da República. Ela iniciou seu segundo mandato enfraquecida e em meio a uma crise econômica e política. Desde então, o governo, em busca de construção da austeridade fiscal, tomou medidas impopulares, como novas regras mais rígidas para aposentadorias, o aumento da luz e da gasolina, cortes bilionários em todas as áreas e aumento de impostos. No início de fevereiro, a popularidade da presidente Dilma caiu de 42% para 23%, a avaliação mais baixa de um governo federal desde dezembro de 1999.
Em 8 de março, durante o discurso da presidente em comemoração ao Dia Internacional da Mulher, em várias cidades brasileiras ocorreram manifestações de desaprovação em forma de "panelaço". No dia 15, simpatizantes da presidente realizaram uma manifestação de apoio denominada "coxinhaço", numa referência aos opositores do governo, os assim denominados "coxinhas" por alguns governistas e cujos líderes apresentam uma cosmovisão alinhada com a direita política brasileira. Entretanto, a insatisfação social com os problemas na administração nacional, a crise econômica e, denúncias de corrupção, levaram a um apoio maciço aos protestos contra o governo Dilma marcados para aquele mesmo dia. Enquanto alguns manifestantes clamavam pela renúncia da presidente, outros pediam uma intervenção das forças armadas e, dezenove pedidos para seu impeachment já haviam sido feitos, a maioria solicitados por cidadãos. De forma geral, as manifestações transcorreram de forma pacífica mas, alguns atos de violência foram registrados, como um ataque contra a sede do PT da cidade de Jundiaí. Os protestos foram realizados ao longo do dia em várias cidades por todo o país. Brasileiros que residem no exterior também protestaram no Reino Unido, Estados Unidos, Austrália e Portugal. O governo foi surpreendido com o apoio popular e a escala das manifestações de protesto e, só na cidade de São Paulo, estima-se que houve a participação de um milhão de pessoas, embora a projeção do Datafolha tenha estimado 210 mil participantes. Em 12 de abril, novos protestos foram feitos contra o governo da presidente Dilma. Desta vez, o número de manifestantes foi estimado entre 696 mil e 1,5 milhão.

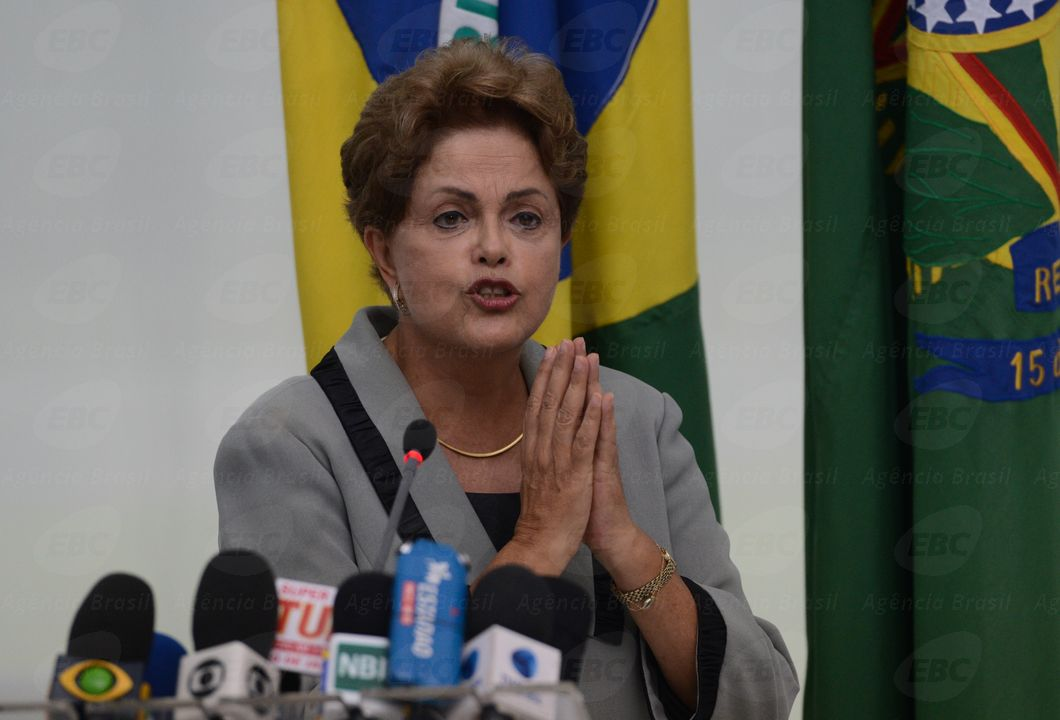
Dilma Rousseff concede entrevista coletiva no Palácio do Planalto em 16 de março de 2015, em resposta aos protestos ocorridos no dia anterior.

No dia 18 de março, conforme promessa de campanha, o governo envia ao congresso uma série de medidas contendo mudanças objetivando fortalecer a legislação para combater à corrupção no executivo, legislativo e judiciário como também objetivando melhor transparência no setor privado. Em declaração Dilma ressaltou que se precisa desconstruir o estigma de que "brasileiro quer levar vantagem em tudo" e disse que a impunidade tem sido a causa mater da reprodução da corrupção na cultura brasileira: "Não pretendemos esgotar a matéria, mas evidenciar que estamos no caminho correto. [As medidas] fortalecem a luta contra a impunidade que é, talvez, o maior fator que garante a reprodução da corrupção". Entre as medidas tem o projeto de lei que exige Ficha Limpa para todos os servidores públicos nos poderes Executivo, Legislativo e Judiciário e o decreto de regulamentação da Lei anticorrupção.
No final de maio, o governo anunciou o maior corte no orçamento da história do país, estimado em quase setenta bilhões de reais. Os maiores cortes foram feitos nos ministérios das cidades (R$ 17,2 bilhões), saúde (R$ 11,7 bilhões), educação (R$ 9,4 bilhões), transportes (R$ 5,7 bilhões) e defesa (R$ 5,6 bilhões). Em setembro, a equipe econômica do governo propôs a volta da CPMF, proposta que a presidente havia declarado ser contrária em 2010, quando candidata à presidência da República e em 2011, já ocupando o cargo, quando chamou a CPMF de "engodo". A reedição do imposto passou a sofrer críticas pelos partidos de oposição e por federações industriais como a Fiesp, para não passar pelo Congresso Nacional.
Em 5 de outubro de 2015 institui por decreto a Comissão Especial de Reforma do Estado com o objetivo de propor aos órgãos competentes medidas para aumentar a eficiência na gestão pública e reduzir custos, por meio, de revisão da estrutura organizacional do Poder Executivo federal; eliminação de sobreposição de competências; fomento à inovação e à adoção de boas práticas na gestão pública federal e aprimoramento dos instrumentos de governança, transparência e controle da administração pública federal.

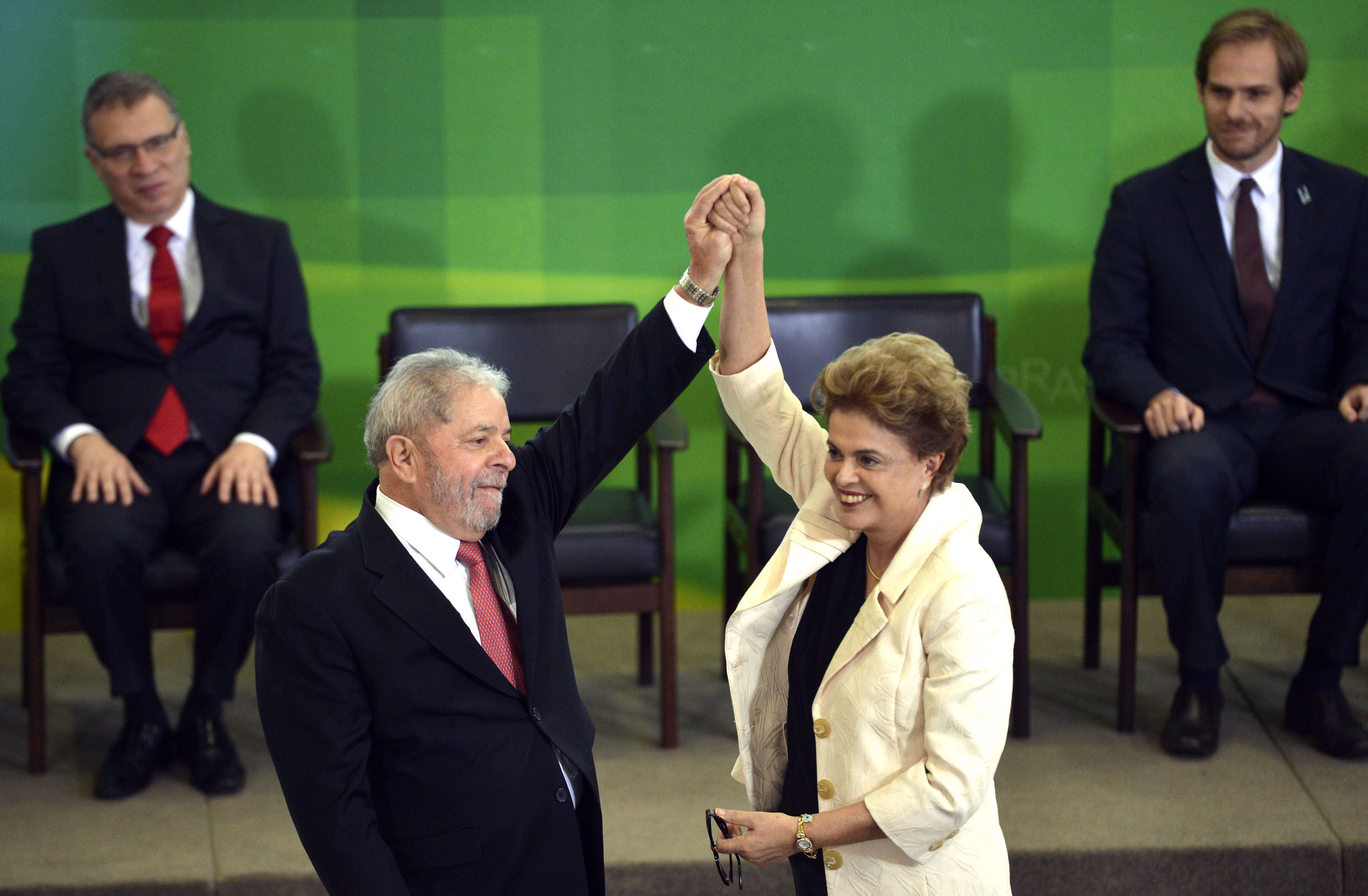
Dilma durante a cerimônia de posse de Lula como ministro de Estado, em 17 de março de 2016.

No início de março de 2016, em meio a operação da Polícia Federal e outras investigações em curso contra Lula, Dilma ofereceu-lhe um ministério como forma de evitar sua prisão e passar a ter foro privilegiado, o que faria com que os processos fossem movidos para o STF. O ex-presidente inicialmente, no entanto, resistia à ideia.
Em 13 de março de 2016, manifestações populares ocorridas em todas as regiões do país levaram mais de três milhões de pessoas às ruas para demandar o fim da corrupção e a saída da presidente de seu cargo. Este protesto contra Dilma constituiu-se na maior manifestação popular da história do país.
No dia 16 de março de 2016, Dilma nomeou Lula ministro da Casa Civil. O juiz de primeira instância, Sergio Moro, responsável pela Operação Lava Jato, grampeou com autorização da justiça o telefone do investigado Lula. Sites pró-governo suspeitaram que o telefone poderia ser de Dilma. A justiça retirou o sigilo das interceptações em razão do teor do diálogos; um destes diálogos entre Dilma e Lula gerou dúvidas de se a presidente estava tentando obstruir a justiça ao nomear Lula para o ministério. O ato foi considerado ilegal e crime constitucional por uma parte dos juristas. O ministro do STF, Gilmar Mendes, disse que as gravações foram absolutamente legais. Moro afirmou que: "pelo teor dos diálogos gravados, constata-se que o ex-presidente já sabia ou pelo menos desconfiava de que estaria sendo interceptado pela Polícia Federal, comprometendo a espontaneidade e a credibilidade de diversos dos diálogos." Mas ele ressaltou, porém, "que não há nenhum indício nas conversas, ou fora delas, de que as pessoas citadas tentaram, de fato, agir "de forma inapropriada". O teor do diálogo foi suficiente para levar parte da população pró-impeachment às ruas espontaneamente pedir a renúncia da Presidente. Em 17 de março de 2016, no dia da posse de Lula como ministro, um juiz federal suspendeu por meio de liminar os efeitos da nomeação. No dia 18 de março, Gilmar Mendes também suspendeu a nomeação.
Em abril de 2016, durante o segundo mandato de Dilma, uma pesquisa realizada entre os leitores da revista americana Fortune apontou a Presidente como a líder mais "decepcionante" do mundo.

### Política econômica e ambiental
A política econômica de seu governo não foi considerada satisfatória, devido, principalmente, ao nível de inflação, que chegou próximo ao teto da meta anual de 6,5% estipulada pelo governo, aos déficits da balança comercial brasileira, ao crescimento da desvalorização cambial e ao nível relativamente baixo de crescimento do produto interno bruto (PIB) em relação a outros países emergentes. Para Michael Reid, editor da destacada revista The Economist, Dilma merece aplauso "por ser uma democrata, por ter realizado ações no início do governo contra a corrupção e por ter respeitado a liberdade de expressão", mas se tornou uma decepção para muitos porque "o governo federal continua crescendo como um aparato burocrático e tem uma base de apoio imensa, que cobra cargos e verbas. E não parece que ela tem uma visão de como reformar o Estado para que ele faça melhor as coisas que os brasileiros querem". Para vários analistas, a confiança no Brasil dos investidores estrangeiros declinou. Paulo Bilyk, fundador da Rio Bravo Investimentos, atribui isso à instabilidade institucional, produzida, entre vários motivos, por contas públicas desajustadas e aumento da inflação. Segundo avaliação da Organização para Cooperação e Desenvolvimento Econômico, na América Latina o país só perde para a Argentina em carga tributária, e o FMI projetou uma queda no crescimento de 3,2% para 2,8% ao longo de 2014, com os problemas piores registrados na infraestrutura. O importante jornal Financial Times fez duras críticas à sua administração e pediu um "choque de credibilidade" no Brasil, dizendo: "Os preparativos atrasados para a Copa do Mundo já envergonham o País, enquanto o trabalho para os Jogos Olímpicos de 2016 é classificado como 'o pior' que o Comitê Internacional já viu. A economia também está em queda. O Brasil, uma vez o queridinho do mercado, vê investidores caindo fora". O editorial considerou que se a presidente não mudar seu hábito de mais falar do que ouvir sua reeleição pode ficar comprometida, mas admite que há sinais de algumas mudanças positivas, afirmando:
"Saber se a senhora Rousseff, que parece Merkel (Angela Merkel, chanceler da Alemanha), mas resulta nos Irmãos Marx, é realmente a pessoa certa para colocar o Brasil de volta aos trilhos é outra questão. Afinal de contas, sua primeira administração foi uma decepção. Mas, pelo menos, há sinais de que os mercados do País estão trabalhando como deveriam através da transmissão de uma preocupação generalizada e crescente. Estes estão agora começando a empurrar o debate político em uma direção favorável aos investidores. Isso só pode ser uma coisa boa".
Até mesmo seu conselheiro e apoiador constante, o ex-presidente Lula, num almoço com empresários e políticos promovido pelo banco Merrill Lynch, criticou sua pouca disposição ao diálogo e sua tendência de concentrar em si o poder, devendo aprender a delegar e a "ser mais líder e menos general". Reinaldo Azevedo, escrevendo para a Veja, disse que o governo Dilma teria se saído melhor se tivesse encontrado uma conjuntura mais favorável, como a que Lula encontrou:
"Acontece que esses eventos não vão se repetir. Dilma está pegando a fase final das 'virtudes' do modelo lulista, ancorado no consumo. O déficit de US$ 11,591 bilhões nas contas externas em janeiro começou a ser fabricado no governo Lula. O rombo certo na balança comercial em 2014 — o primeiro em 13 anos — também começou a ser fabricado no lulismo. O papel cada vez mais modesto da indústria no PIB e um déficit de US$ 110 bilhões do setor no ano passado têm a digital indelével de... Lula! [...] O governo Dilma é, sim, a meu juízo, muito ruim — mas não é pior do que era o de Lula. O que mudou de modo importante foi a conjuntura internacional, e o PT não estava preparado para isso".
Quanto ao meio ambiente, o Governo Dilma foi duramente criticado pelo seu modus operandi. A abordagem da grave problemática ambiental contemporânea foi considerada pelos ambientalistas brasileiros como a pior das últimas décadas, favorecendo retrocessos, estabelecendo políticas contraditórias e oportunistas e dando grande incentivo ao uso de combustíveis fósseis, altamente poluidores. Segundo a FAO o Brasil até 2010 continuava sendo o campeão mundial em desmatamento, grande parte dele ilegal, e ainda em 2013 as taxas se elevarão rapidamente. Este retrocesso se deve, na opinião de cientistas e ambientalistas, muito porque o governo Dilma não vetou tudo o que podia nas mudanças do Novo Código Florestal Brasileiro, que foi aprovado por forte pressão da bancada ruralista do Congresso, parte da base aliada do governo, e porque os poderes fiscalizadores do Ibama, o administrador da política ambiental, foram reduzidos nesta gestão, sofrendo ainda de crônica insuficiência de recursos. Todos os biomas nacionais estão seriamente ameaçados, as reservas protegidas são poucas, o controle é pouco eficiente, e o Ibama tem sido incapaz de atender a todas as demandas e combater a ilegalidade. O Brasil tem dado contribuição significativa ao aumento nos níveis do aquecimento global, e suas taxas de emissão de gases estufa estão crescendo, especialmente no setor energético.
Outros setores com grandes problemas também estavam relacionados ao meio ambiente, ao uso da terra e dos recursos naturais, com importantes repercussões sociais: o seu governo foi criticado por, de acordo com os críticos, não ter dado ao problema questão agrária a atenção que ele merece, em 2012 o Incra, órgão governamental responsável pela reforma agrária, foi acusado pelo Ministério Público como o maior desmatador da Amazônia, e a política indigenista do governo foi considerada um fracasso por vasto número de observadores, com os problemas ligados à questão das terras indígenas e ao uso dos seus recursos, deixando os indígenas do Brasil em uma condição de crônica desassistência que favorece a continuidade do genocídio histórico que esses povos sofreram pela ação dos colonizadores. A base aliada do governo no Congresso tem sido responsável pela aprovação de múltiplos projetos de lei que prejudicam os interesses indígenas. Esses problemas têm gerado conflitos violentos, com muitas perdas de vidas e sofrimento, com denúncias que chegaram a fóruns internacionais como a ONU, sem qualquer efeito. Questionado pela Comissão Interamericana de Direitos Humanos, braço da OEA, sobre violações de direitos humanos no caso da construção da usina de Belo Monte, um dos mais polêmicos, o governo se recusou a comparecer à audiência, chamou seu embaixador de volta e ameaçou cortar fundos de apoio à organização.
Tais fatores econômicos e ambientais foram alguns dos motivos para realização de manifestações que pediam o impeachment de Dilma.
Contudo, mesmo com essas adversidades, o país conseguiu ser destaque na aplicação de políticas que visavam a sustentabilidade. A então ministra do Meio Ambiente, Isabella Teixeira, foi premiada com a mais alta honraria da ONU na categoria política e liderança, o prêmio "Campeões da Terra" em 2013. De acordo com Ban Ki-moon, ex-secretário-geral da ONU, "a ministra contribuiu significativamente para a elaboração de uma agenda global para o meio ambiente; ela representa um país que fez um ótimo trabalho no desenvolvimento sustentável nos últimos anos".

### Impeachment
Em 2 de dezembro de 2015, o presidente da Câmara dos Deputados, Eduardo Cunha, acolheu um dos pedidos de impeachment contra Dilma, protocolado na Câmara pelos juristas Hélio Bicudo, Janaina Paschoal e Miguel Reale Júnior. No dia seguinte, Cunha autorizou formalmente a criação de uma Comissão Parlamentar Especial, com 65 deputados, sendo proporcional à bancada de todos os partidos políticos representados, a comissão foi responsável pela elaboração de um parecer pela admissibilidade da abertura do processo. A Folha de S.Paulo avaliou o gesto de Cunha como uma "retaliação" contra o partido da presidente da República. Por sua vez, Cunha afirmou que o governo Dilma negociou com seus aliados para trocar os votos do PT a favor do mesmo no processo de cassação movido contra ele no Conselho de Ética, pela aprovação da CPMF e arquivamento dos pedidos de impeachment.
Devido ao recesso parlamentar e as ações de deputados impetradas no Supremo Tribunal Federal com o objetivo de decidir formalmente o rito do processo somente em 17 de março de 2016, a Câmara elegeu, por votação aberta, os 65 integrantes da comissão especial que analisaria o pedido de impeachment contra Dilma Rousseff. Houve 433 votos a favor e apenas um contrário. Em 11 de abril, a comissão especial, com 38 votos a favor e 27 contra, aprovou o parecer do relator, que defendia a admissibilidade do processo de afastamento da presidente. O parecer elaborado pelo deputado Jovair Arantes seguiu para apreciação pelo plenário da Casa.
Em março de 2016, o porta-voz do escritório da ONU Rupert Colville assinou uma nota em que mencionou o "debate cada vez mais acalorado e politizado que tomou conta do Brasil nas últimas semanas". Além de solicitar ação "escrupulosa" das autoridades judiciais e pedir que evitem tomar posições político-partidárias, o representante da organização também pediu que não haja obstrução da Justiça. A Comissão Econômica para a América Latina e o Caribe expressou preocupação com o processo de impeachment e mencionou avanços sociais alcançados no governo de Dilma e Lula. A Organização dos Estados Americanos também demonstrou apoio a Dilma no dia 18 de março. Luis Almagro, secretário-geral da organização, defendeu a garantia do seu mandato, a continuidade das investigações da Operação Lava Jato e o princípio de que todos são iguais perante a lei.
No dia 17 de abril de 2016, domingo, a Câmara dos Deputados, com 367 votos favoráveis, 137 contrários, além de 7 abstenções e 2 ausentes, autorizou o Senado Federal a instaurar processo de impeachment contra Dilma. Em 22 de abril de 2016, Dilma pediu em coletiva a imprensa em Nova Iorque que o Mercosul e Unasul analisasse o momento atual do Brasil, e completou que poderia pedir que o Mercosul ativasse a cláusula democrática caso ocorresse o processo de impeachment tido como "golpe" pelo PT pela suposta falta de crime de responsabilidade. Um dia depois, a Unasul rejeitou uma moção de repúdio ao processo de impeachment contra Dilma.
No dia 12 de maio de 2016, com 55 votos favoráveis, 22 contrários e 2 ausentes, o Senado Federal autorizou a abertura do processo de impeachment, e determinou o seu afastamento da Presidência da República pelo período de até 180 dias. Com isso, o vice-presidente Temer passou a exercer as funções de presidente da República.
Em diálogos divulgados em 23 de maio, com Romero Jucá e Sérgio Machado, o processo de impeachment foi supostamente revelado como um "pacto" para deter os avanços da Lava Jato. "Tem que mudar o governo para estancar a sangria", disse Jucá. E acrescentou que o governo de Temer seria feito por um "pacto nacional com o Supremo, com tudo".
No dia 31 de agosto de 2016, com 61 votos favoráveis e 20 contrários, o Senado Federal aprovou o pedido de impeachment e afastou definitivamente a presidente do cargo. Logo em seguida, em uma segunda votação, os senadores decidiram manter os direitos políticos de Dilma. Foram 42 votos favoráveis à inabilitação (seriam necessários 54 votos para a aprovação), 36 contrários e 3 abstenções. Dessa forma, Dilma ainda poderia exercer funções públicas, como ocupar cargos de confiança ou se candidatar em eleições futuras.

### Manifestações populares

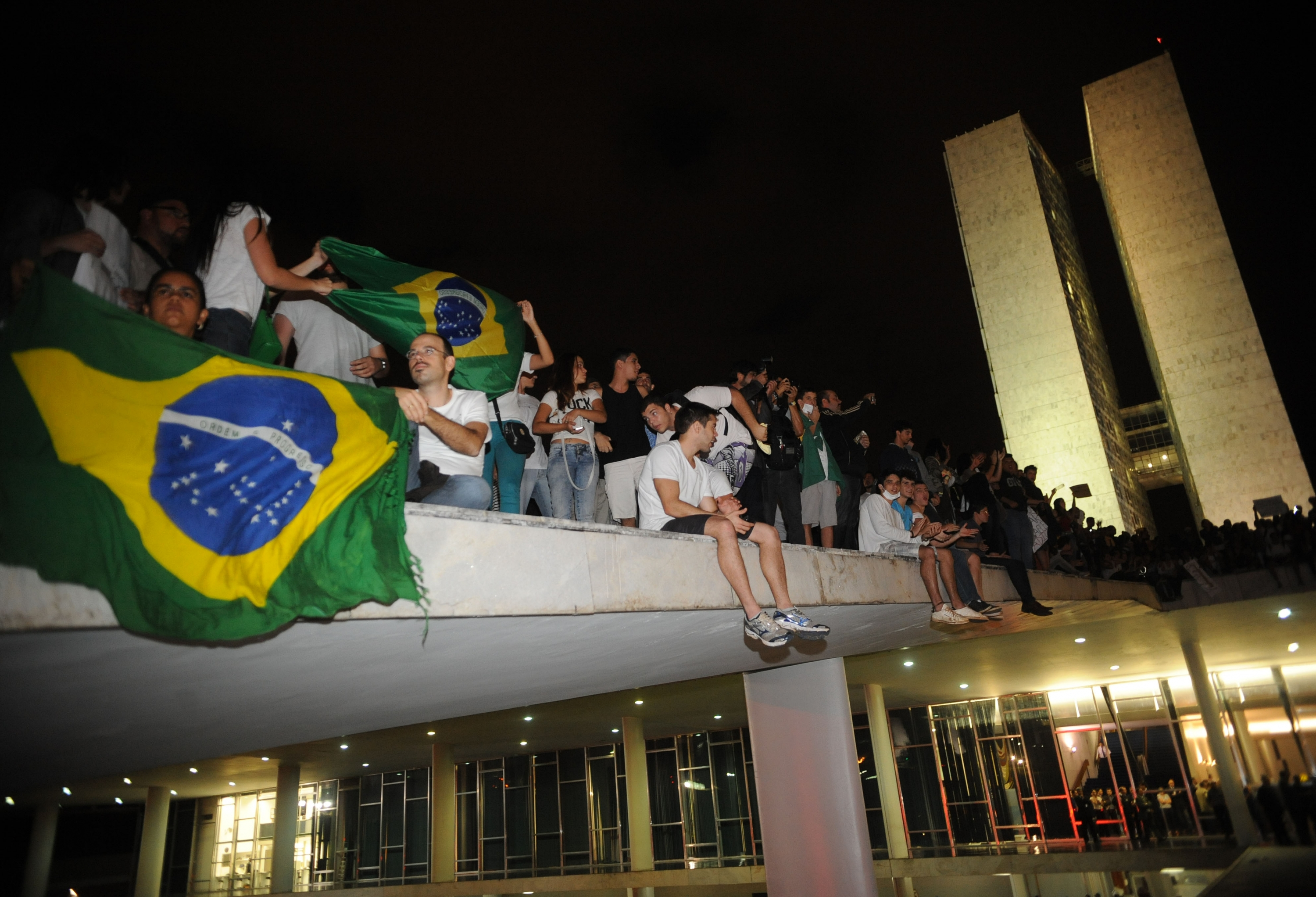
Manifestantes no teto do Congresso Nacional, protestando contra gastos na Copa, corrupção e por melhorias no transporte, na saúde e educação, em 18 de junho de 2013.

Em 2013, como corolário da grande insatisfação nacional, foram organizadas múltiplas manifestações populares em todo o Brasil protestando contra o descaso histórico do governo brasileiro, do parlamento, das instituições públicas e de outros setores oficiais em relação a questões vitais para a sociedade brasileira, como a educação e a saúde pública, a economia, gastos públicos indevidos, corrupção e o respeito às minorias. A presidente considerou as manifestações legítimas e respondeu à sociedade com um pronunciamento público e a proposta de um pacto nacional para a melhoria dos serviços públicos, que incluía um plebiscito Uma pesquisa realizada pelo Instituto MDA em parceria com a Confederação Nacional dos Transportes indicou em novembro de 2013 que 81,7% da população brasileira apoiava os protestos, mas 93,4% não concordava com a violência como forma de protesto. Com a expectativa de novos protestos e o temor de vandalismos, o ministro do esporte, Aldo Rebelo, afirmou que o governo não iria tolerar manifestações que atrapalhassem ou tentassem impedir os jogos da Copa das Confederações daquele ano.
A condução dos trabalhos da Copa gerou protestos, principalmente pelos excessivos gastos públicos, na sujeição do governo às imposições da FIFA e na violação de direitos humanos. O governo diz que os gastos públicos foram pequenos, em geral empréstimos que deverão ser pagos de volta, e que as obras reverterão em benefícios permanentes para a população, mas os críticos dizem que, contando vias indiretas, de 80 a 90% dos investimentos foram públicos, chegando à ordem de trinta bilhões de reais, incluindo isenção de impostos e inúmeras facilidades excepcionais para os empresários, desviando indevidamente recursos de áreas emergenciais como a educação e a saúde. Segundo pesquisa da empresa KPMG, o Brasil tem metade dos 20 estádios mais caros do mundo. Também têm sido duramente condenadas as múltiplas remoções forçadas de comunidades que tinham suas moradias no caminho das obras, registrando-se muitos confrontos violentos, com demolições iniciando com habitantes ainda dentro de suas casas e batalhas de rua com a polícia, amplamente documentadas pela imprensa. Cerca de 170 mil famílias em todo o Brasil perderam suas casas em função de obras da Copa. Essas práticas têm despertado protestos de rua e nas redes sociais, foram denunciadas ao Conselho de Direitos Humanos da ONU e foram condenadas pela Anistia Internacional, que lançou uma campanha em protesto.
Para esses críticos, como o livre-docente da USP Jorge Luiz Souto Maior, o suposto "legado da Copa" é mais uma miragem do que uma realidade:
"[...] alguns estádios fantasmas e obras inacabadas, nos próprios estádios e em aeroportos e avenidas, além da indignação de saber que os grandes estádios e as obras em aeroportos custaram milhões aos cofres públicos, mas que, de fato, pouca serventia terão para a maior parte da classe operária, que raramente viaja de avião e que tem sido afastada das partidas de futebol, em razão do processo notório de elitização incrementado neste esporte. [...] No caso do estádio Mané Garrincha, em Brasília, por exemplo, com custo final estimado em R$ 1,9 bilhões, levando-se em consideração o resultado operacional com jogos e eventos obtidos em um ano após a conclusão da obra, qual seja, R$ 1 137 milhões, serão precisos 1 167 anos para recuperar o que se gastou, o que é um absurdo do tamanho do estádio, ainda que o Ministro do Esporte, Aldo Rebelo, e o secretário executivo da pasta, Luis Fernandes, tenham considerado o resultado, respectivamente, 'um êxito' e 'um exemplo contra o derrotismo' ".

### Opinião pública
A aprovação ao governo de Dilma foi a que passou por oscilações mais nítidas entre os presidentes da Nova República. Durante os dois primeiros anos do seu primeiro mandato, obteve índices recorde de ótimo/bom. Neste período, estes nunca foram inferiores a 48% e sua avaliação pessoal atingiu a casa dos 70% diversas vezes. Estes índices deram-lhe um início de mandato com melhor aprovação do que comparado ao mesmo período dos ex-presidentes Luiz Inácio Lula da Silva e Fernando Henrique Cardoso. Porém, a partir das Jornadas de Junho de 2013, a sua popularidade sofreu uma queda significativa, indo de 55% para 31% de ótimo ou bom. Esta foi uma das maiores quedas de popularidade registradas na avaliação do governo federal desde Fernando Collor. No primeiro mandato, os melhores índices de ótimo ou bom do governo Dilma, tanto do Ibope quanto do Datafolha, ocorreram em março de 2013 com 63% e 65% respectivamente.
Já no segundo mandato, os seus índices de aprovação eram geralmente baixos e os de reprovação altos. A primeira pesquisa de aprovação no seu segundo mandato, realizada em março de 2015, indicou uma nova queda na popularidade da presidente. De acordo com o Datafolha, 62% consideravam o governo Dilma ruim ou péssimo e 13% ótimo ou bom. Estes números deram a Dilma os piores índices de aprovação para um presidente da República em mais de vinte anos. Segundo a CNT/MDA, a avaliação positiva do governo Dilma caiu para 10,8%, a menor desde 1999. O índice de reprovação do governo foi de 64,8% e 77,7%, reprovando o desemprenho pessoal da presidente. Entretanto, os piores índices de popularidade de todo o governo Dilma ocorreram em agosto de 2015. Nesse período, de acordo com Datafolha, 71% consideravam o governo ruim ou péssimo enquanto apenas 8% o consideravam ótimo ou bom. Estes índices, os piores que já haviam sido registrados, marcaram Dilma como o(a) presidente mais impopular da história na época, superando Fernando Collor e José Sarney. As vésperas do seu afastamento da presidência resultante de um processo de impeachment, em abril de 2016, os seus índices de aprovação sofreram uma leve melhora com relação aos de agosto de 2015, porém permaneceram sendo baixos. Na última pesquisa Datafolha feita antes de Dilma sair da presidência, 69% consideravam o governo dela ruim ou péssimo e apenas 13% o consideravam ótimo ou bom.
Em fevereiro de 2016, o Datafolha consultou parte da população a respeito do apoio a saída de Dilma da presidência, fosse por impeachment ou renúncia. Na avaliação do instituto, 60% dos entrevistados acreditavam que os deputados deveriam aprovar o processo de impeachment que havia sido aberto contra a petista tramitando na Câmara e 33% que eles deveriam votar contra. Com relação a renúncia, 58% achavam que ela deveria renunciar e 37% que ela não deveria. De acordo com uma pesquisa feita pelo Ibope em março de 2016, o governo Dilma foi mal avaliado em todas as áreas de atuação pesquisadas (com a desaprovação em todas elas superando 65%), a mais mal avaliada foi impostos, com 8% de aprovação e 91% de desaprovação e a mais bem avaliada foi combate a pobreza, com 29% de aprovação e 69% de desaprovação.

## Pós-presidência

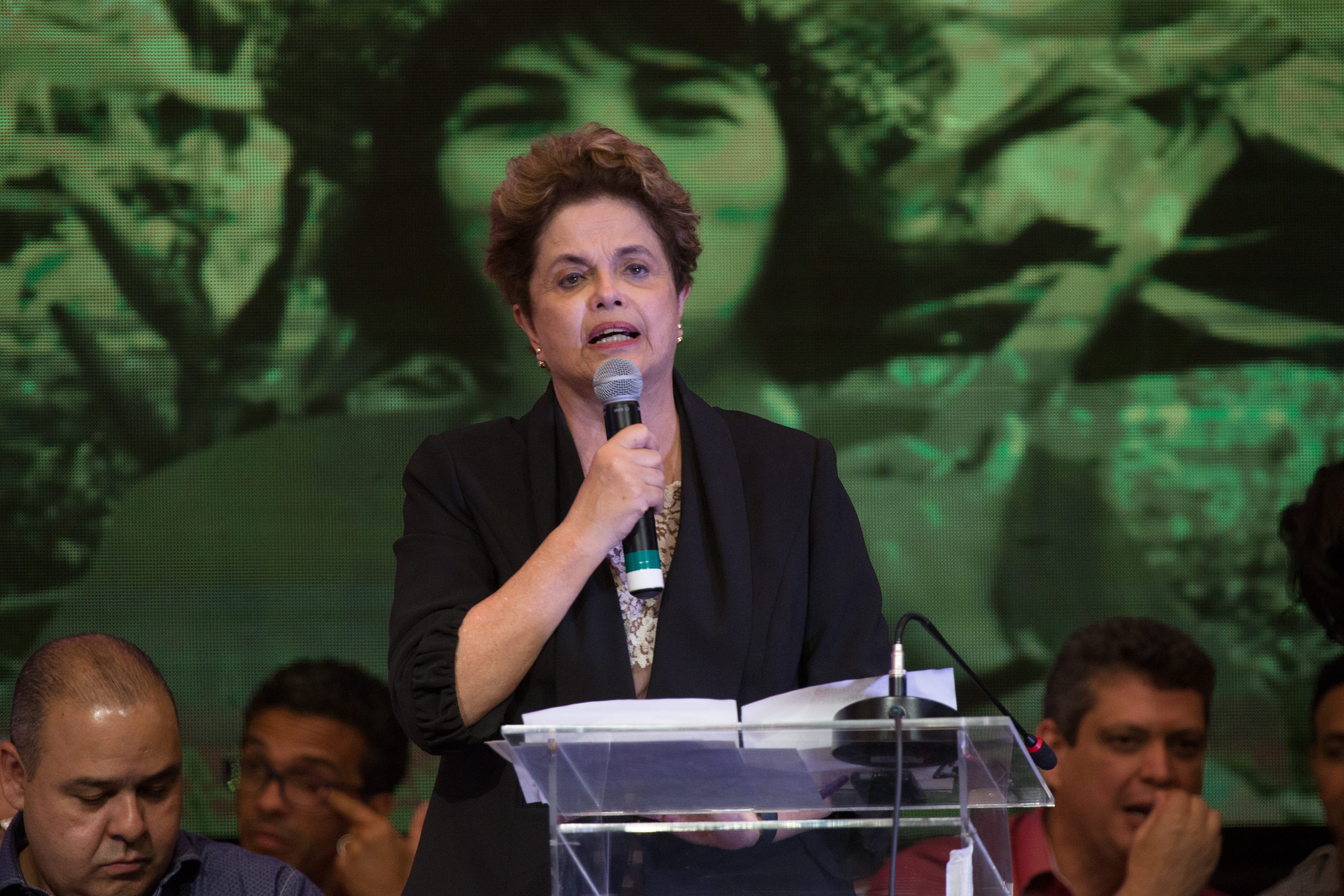
Dilma discursando em congresso do Partido dos Trabalhadores, em junho de 2017.

Após deixar a presidência, Dilma mudou-se para Porto Alegre e passou a residir em um apartamento de classe média localizado no bairro Tristeza, na zona sul da cidade, observando uma vida simples e reservada. Manteve alguns benefícios dados a ex-presidentes da República, como o direito a ter oito assessores (incluindo para segurança pessoal) e dois carros oficiais. Ela perdeu o direito ao salário integral, de mais de R$ 30 mil, mas se aposentou pelo Regime Geral de Previdência Social logo depois de sua cassação ser aprovada, passando a receber cerca de R$ 5 mil mensais.
Em dezembro de 2016, assumiu a presidência do conselho consultivo da Fundação Perseu Abramo, um trabalho remunerado; Rui Falcão chegou a convidá-la para presidir a fundação, mas o convite sofreu resistências dentro do PT.

### Ativismo
Dilma manteve a retórica de que foi vítima de um golpe de Estado, realizando palestras em várias universidades e eventos, incluindo no exterior, e proferindo críticas a Temer. Em abril de 2017, afirmou ao jornal Folha de S.Paulo que planejava escrever um romance policial; ela também planejava escrever um livro sobre seu governo e os bastidores do impeachment. Como o Senado manteve seus direitos políticos, a ex-presidente não descartou uma candidatura à Câmara dos Deputados ou ao Senado pelo Rio Grande do Sul em 2018. Em março de 2017 Dilma e Lula questionaram a participação de Michel Temer na inauguração de trechos do eixo Leste da transposição do rio São Francisco, entrando em disputa com o então presidente pela paternidade do projeto. Ambos promoveram uma inauguração paralela no dia 19 do mesmo mês. Em 25 de agosto de 2017, Dilma passou a integrar a caravana de Lula no Nordeste brasileiro, tornando-se o principal cabo eleitoral de seu antecessor, que foi pré-candidato à presidência da República em 2018. A caravana foi marcada pela presença de apoiadores ilustres do Partido dos Trabalhadores e por críticas veementes de Lula e Dilma ao Poder Judiciário e ao governo Michel Temer, que "não tem o menor compromisso com o povo brasileiro", segundo Dilma. Foi uma das fundadoras do Grupo de Puebla, entidade apontada como a sucessora do Foro de São Paulo, criada no México em 12 de julho de 2019.

### Acusação de obstrução da justiça
Em setembro de 2017, Dilma foi denunciada pelo Procurador-Geral da República (PGR) Rodrigo Janot por organização criminosa. No dia seguinte, foi denunciada pelo PGR por obstrução de justiça no episódio da nomeação de Lula como ministro da Casa Civil. Janot acusou Dilma de ter sido "amplamente beneficiada" com recursos provenientes de propinas, cujo valor total chegaria a R$ 170,4 milhões, e integrar a organização criminosa investigada pela Operação Lava Jato desde sua posse como ministra de Minas e Energia, em 2003, após a qual teria atuado decisivamente para a articulação de propinas. Janot requereu o bloqueio de R$ 6,5 bilhões de vários integrantes dos governos petistas, incluindo Lula e Dilma, além de fixar uma multa no valor mínimo de R$ 300 milhões. A assessoria de Dilma afirmou ao jornal O Estado de São Paulo que a denúncia carecia de fundamentos. A denúncia relativa à suposta organização criminosa foi aceita pela Justiça Federal de Brasília em novembro de 2018.
Por fim, Dilma e os demais acusados foram absolvidos em 2019 pela Justiça Federal em Brasília. Segundo o magistrado Marcus Vinicius Reis Bastos, da 12.ª Vara Federal em Brasília, a denúncia feita por Janot "tentava criminalizar a atividade política, sequer se dando ao trabalho de apontar os elementos essenciais à caracterização do crime de organização criminosa". A denúncia foi remetida à primeira instância e encerrada após seis anos de investigação.

### Candidatura ao Senado Federal

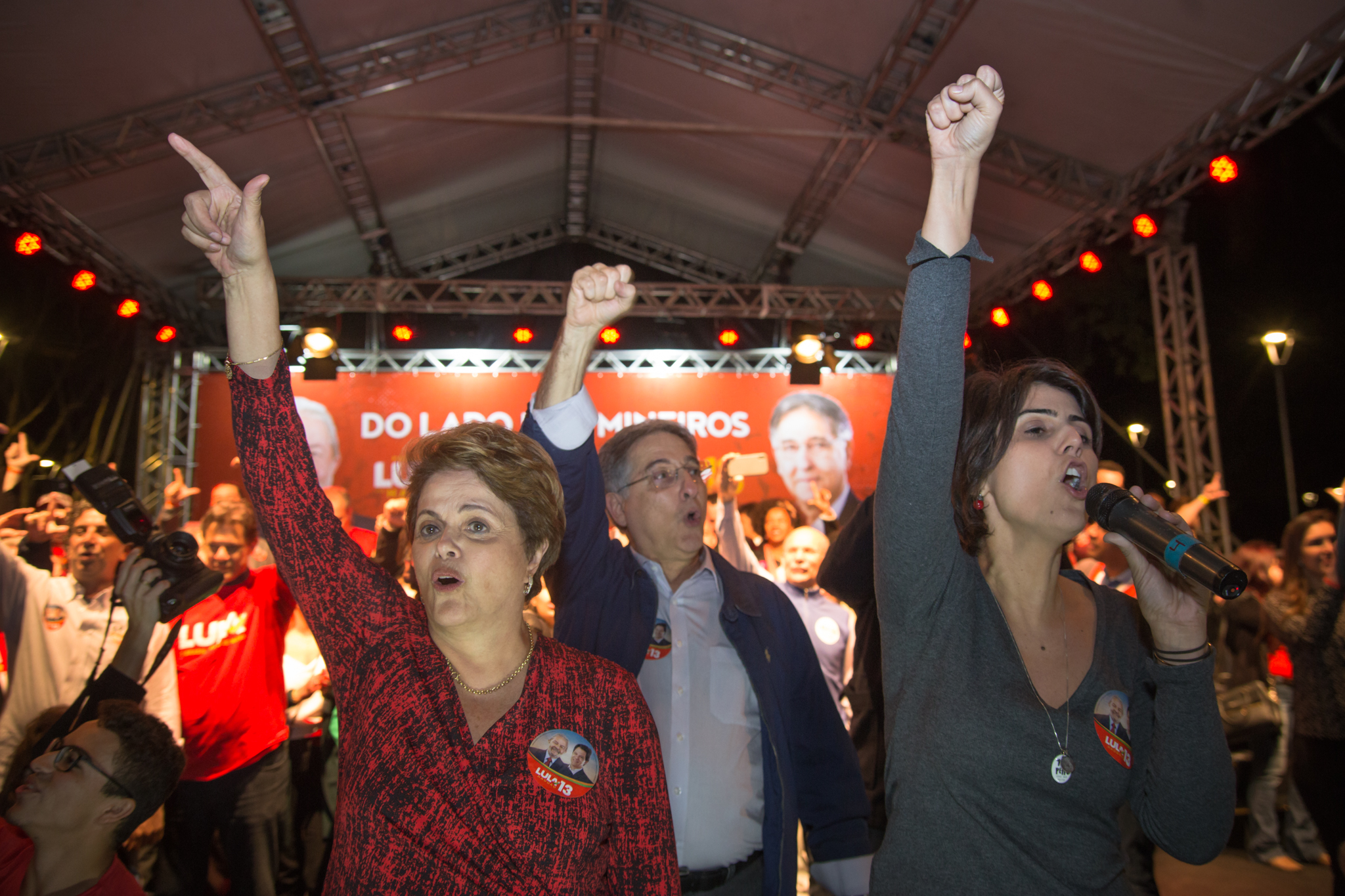
Dilma ao lado de Fernando Pimentel e Manuela d'Ávila durante evento de campanha, em agosto de 2018.

O plano do PT para Dilma era elegê-la para o Senado Federal; o partido chegou a cogitar uma candidatura da ex-presidente pelos estados do Ceará e Piauí, onde o cenário seria mais favorável, mas Dilma mantinha preferência pelo Rio Grande do Sul ou Minas Gerais, seu estado natal. Em outubro de 2017, Lula afirmou que sua sucessora seria candidata ao Senado, embora sem especificar por qual estado. Em 6 de abril de 2018, Dilma transferiu seu domicílio eleitoral de Porto Alegre para Belo Horizonte, alegando que a mudança devia-se ao desejo de cuidar de sua mãe, moradora da capital mineira, não confirmado os rumores de que seria candidata ao Senado pelo estado de Minas Gerais. Na época, pesquisas indicaram que ela teria mais chances de ser eleita senadora por Minas do que pelo Rio Grande do Sul. De acordo com a Folha de S.Paulo, a ex-presidente tomou esta decisão após a expedição de um mandado de prisão contra Lula, que a teria convencido a entrar na disputa eleitoral.
Em 28 de junho, Dilma anunciou sua pré-candidatura ao Senado pelo PT, que foi oficializada pela convenção dos petistas realizada em 5 de agosto. Durante a campanha, Dilma impôs sua opinião ao PT mineiro: escolheu ela mesma seus dois suplentes e rejeitou uma coligação com o MDB, fazendo uma campanha cuja principal narrativa foi seu processo de impeachment, o qual considerou um golpe de Estado de cunho misógino. Apesar de liderar as pesquisas de intenção de voto, acabou sendo derrotada, ficando em quarto lugar com 2 709 223 votos, ou 15,33% dos votos válidos; era necessário que recebesse pelo menos 860 mil votos (5,14%) a mais para ser eleita no lugar do jornalista Carlos Viana.

### Banco do BRICS

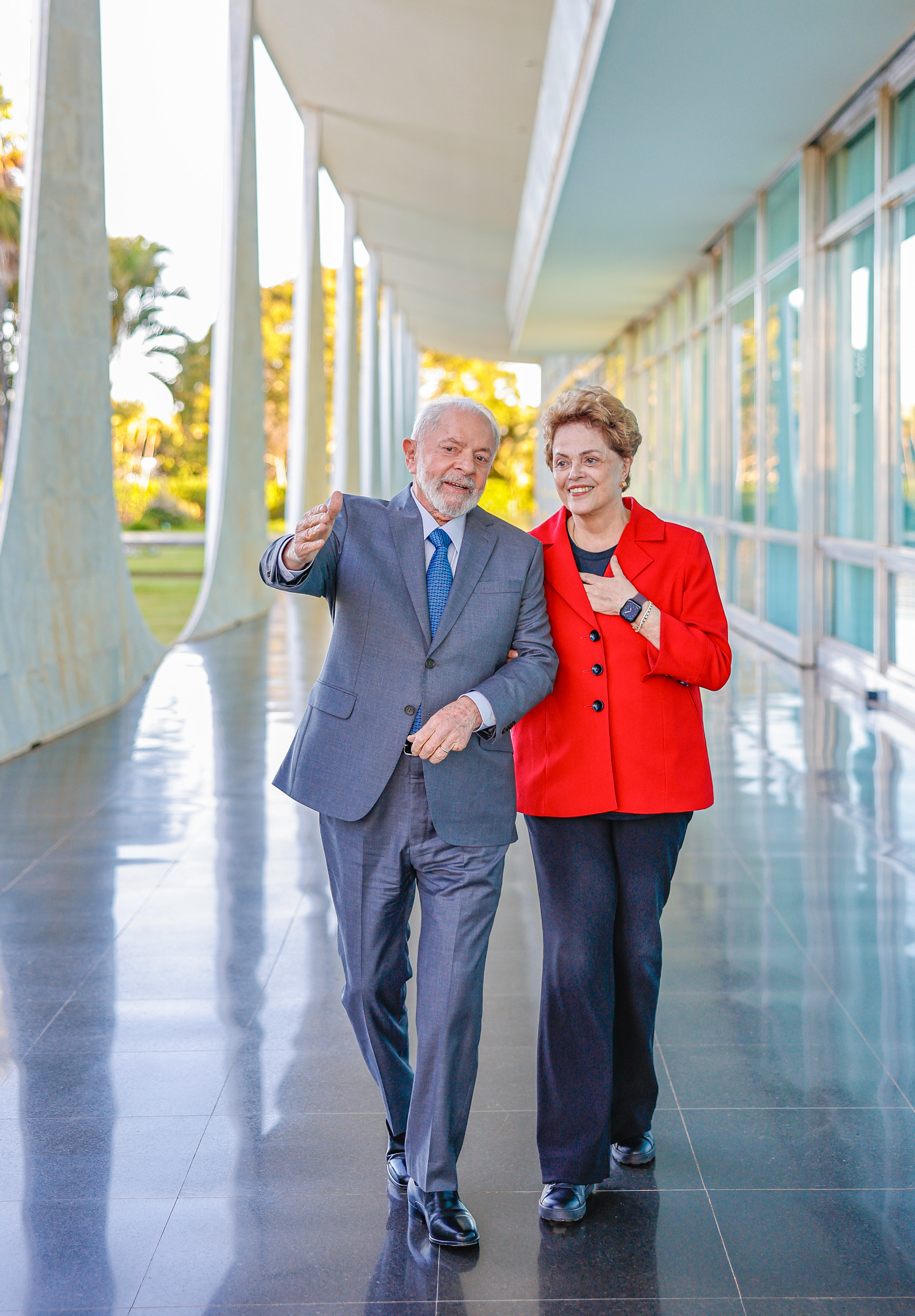
Encontro de Dilma com o presidente Lula no Palácio do Planalto em 2024.

Em 10 de março de 2023, o Novo Banco de Desenvolvimento, também chamado de Banco do BRICS, anunciou que seu presidente indicado pelo Brasil, Marcos Troyjo, deixaria o cargo no dia 24 do mesmo mês, tendo o banco iniciado o processo de transição. O presidente da República Luiz Inácio Lula da Silva anunciou a indicação de Dilma para assumir o cargo, com mandato até 6 de julho de 2025 e salário estimado em US$ 50 mil (aproximadamente R$ 257 mil) mensais. Em 24 de março de 2023 o banco aprovou por unanimidade a indicação.
Em agosto de 2023, Dilma decidiu que provavelmente aceitaria e aprovaria a admissão de quatro ou cinco novos membros e que naquele momento via a diversificação da representação geográfica do NBD como uma das suas principais prioridades.
Em 23 de março de 2025, a poucos meses do término de seu mandato, previsto para julho do mesmo ano, foi eleita para um novo mandato de cinco anos como presidente do Banco do BRICS. Sendo o cargo rotativo entre os países membros do BRICS, a indicação seguinte à do Brasil cabia à Rússia, e o presidente russo Vladimir Putin indicou Dilma à recondução na presidência do banco.

## Vida pessoal
O primeiro marido de Rousseff foi o jornalista mineiro Cláudio Galeno de Magalhães Linhares. Com a separação durante o período em que estiveram na clandestinidade, iniciou um relacionamento com o ex-guerrilheiro e ex-deputado gaúcho Carlos Franklin Paixão de Araújo, com quem teve sua única filha, Paula, nascida em 27 de março de 1976. Preso em São Paulo, Araújo foi transferido para seu estado natal para completar a pena. Dilma deu aulas a presidiários para ver Araújo.
Carlos Araújo e Dilma se separaram em 1994, mas em 1996 se reconciliaram e voltaram a viver juntos. Porém, depois de mais trinta anos de relacionamento, separam-se definitivamente em 2000. Dilma havia passado a usar o sobrenome Linhares após seu casamento com Cláudio Galeno, em 1967. A separação se deu quando estavam na clandestinidade e o divórcio amigável ocorreu apenas em 1981. Dilma, contudo, continuou usando o sobrenome do primeiro marido até 1999, quando voltou a usar seu nome de solteira, Dilma Vana Rousseff.
Dilma declara gostar de história e interessar-se por ópera. No início da década de 1990, matriculou-se no curso de teatro grego do dramaturgo Ivo Bender. A mitologia grega tornou-se uma obsessão para Dilma, que, influenciada por Penélope, resolveu aprender a bordar.
A partir de 2005, passou a corresponder-se com seu meio-irmão búlgaro Luben Russév (falecido em 2007). Segundo seu amigo próximo, o escritor e professor de literatura brasileira Rumen Stoyanov, Luben, que enfrentava dificuldades financeiras, recebeu auxílio da então ministra Dilma.

### Paula Rousseff

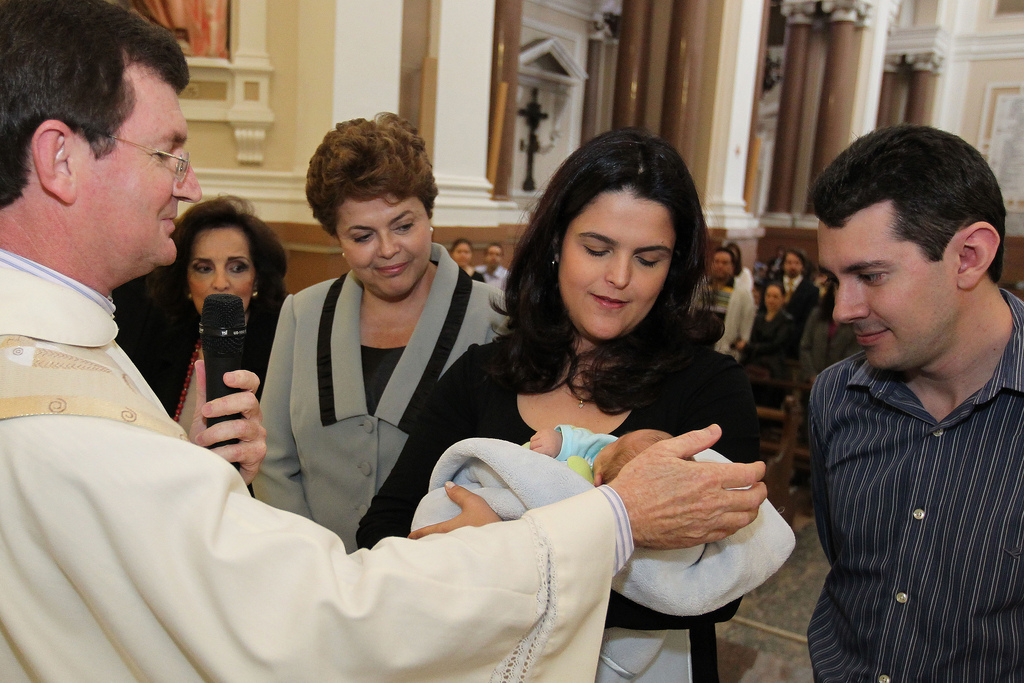
Dilma Rousseff (esquerda) durante o batismo de seu neto em Porto Alegre, com a filha Paula Rousseff (centro), e Rafael Covolo — marido de Paula (direita).

Nascida em 27 de março de 1976, em Porto Alegre, Paula Rousseff é a única filha de Dilma e de seu ex-marido, Carlos Araújo. Paula graduou-se em direito e é funcionária pública federal concursada ocupando o cargo de Procuradora do Trabalho em sua cidade natal. Ela é casada, desde 2008, com o administrador de empresas Rafael Covolo.
Em 9 de setembro de 2010, Paula deu à luz o primeiro neto de Dilma, Gabriel Rousseff Covolo, nascido em Porto Alegre, enquanto a avó já estava em campanha presidencial. No primeiro turno, após o último debate entre os quatro principais candidatos, em 30 de setembro, na cidade do Rio de Janeiro, Dilma viajou para Porto Alegre para o batismo de Gabriel em 1 de outubro de 2010. Em 7 de janeiro de 2016, nasceu seu segundo neto, Guilherme Rousseff Covolo, também em Porto Alegre.

### Religião
Em entrevista de 2007, Dilma Rousseff afirmou que não tinha religião; porém, durante a campanha presidencial de 2010, mudou de discurso e, desde então, afirma ser católica. Durante a campanha presidencial, Dilma aproximou-se de líderes católicos e evangélicos e enfatizou seu compromisso contra o aborto, o que significou uma mudança de posição, pois, em entrevista de 2007, Dilma havia declarado ser à favor da descriminalização do aborto, alegando ser "(...) uma questão de saúde pública". Em 2014, em evento na igreja pentecostal Assembleia de Deus, Dilma afirmou: "O Brasil é um Estado laico, mas, citando um salmo de Davi, eu queria dizer que feliz é a nação cujo Deus é o Senhor".

### Saúde
Em abril de 2009, Dilma revelou que estava se submetendo a um tratamento contra um linfoma, câncer no sistema linfático, que havia descoberto a partir de um nódulo na axila esquerda, em um exame de rotina, em fase inicial. O tratamento incluía sessões de quimioterapia. Tratava-se do tipo mais agressivo, mas as chances de cura eram de 90%. Em meados de maio, foi internada no Hospital Sírio-Libanês com fortes dores nas pernas, sendo diagnosticada uma miopatia, inflamação muscular decorrente do tratamento contra o câncer. No início de setembro do mesmo ano, revelou ter concluído tratamento de radioterapia, dizendo-se curada, o que foi confirmado pelos médicos daquele hospital no final do mesmo mês. Raspou o cabelo antes que ele começasse a cair, devido às sessões de quimioterapia, o que a fez usar peruca durante sete meses, até dezembro de 2009.

## Posições políticas
Dilma se considera pró-vida, e apoia o aborto apenas em gestações que põem em risco a vida da mãe ou são o resultado de estupro, casos em que a legislação brasileira atual permite às mulheres interromper a gravidez. Seus atuais pontos de vista têm sido criticados por setores da Igreja Católica e de outros grupos evangélicos, devido ao seu passado em que apoiava a legalização do aborto. Foi alvo de críticas por parte da revista Veja, que destacou numa de suas reportagens a mudança das posições de Dilma em relação ao aborto.
Quando perguntada sobre o processo penal do goleiro do Flamengo Bruno Fernandes de Souza, acusado de assassinar sua ex-namorada Eliza Samudio, Rousseff declarou que era contra a pena de morte. De acordo com ela, se a pena de morte fosse realmente útil, não haveria mais crimes hediondos nos Estados Unidos, onde alguns estados a aplicam.
De maneira geral, Dilma se mostrou favorável aos "direitos civis básicos" (como heranças e seguro-saúde) da população LGBT. Ela apoia o casamento entre pessoas do mesmo sexo através da união civil, porém não se posiciona com relação ao casamento no sentido religioso. Em maio de 2011, ela suspendeu a produção e a entrega de um "kit anti-homofobia" que estava sendo elaborado pelo Ministério da Educação para ser distribuído como material didático. Para justificar o ato, ela disse que o governo não poderia interferir na vida privada dos cidadãos e afirmou que não seria permitida a "propaganda de opções sexuais" por parte de órgãos do governo. Em um debate eleitoral em 2014, ela chegou a defender a criminalização da homofobia dizendo que ela "não é algo com que a gente pode conviver".
Ela também se opõe à legalização das drogas hoje ilegais, incluindo a maconha, afirmando que "o Brasil hoje é incapaz de propor a descriminalização de qualquer droga." Na visão dela, o Brasil não estaria preparado para uma mudança como essa devido ao crime organizado e que a verdadeira "pauta" no Brasil seria "o combate, ajudar no tratamento de viciados e a prevenção", sendo essas as "três frentes fundamentais" da política de drogas defendida por ela. Em consonância com essa visão, nunca houve qualquer medida para favorecer a legalização da maconha durante o seu governo, apesar do Núcleo de Política de Drogas do PT defender essa ideia.
Dilma Rousseff é contrária à privatização de empresas estatais como a Petrobrás e a Eletrobrás. Porém, a respeito da privatização de uma maneira mais geral, tanto ela quanto o seu partido apresentam uma posição considerada contraditória por políticos opositores e por parte da imprensa. Essa contradição se daria pelo fato dos governos do PT, principalmente o de Dilma, terem feito concessões à iniciativa privada (principalmente de rodovias, aeroportos e campos do pré-sal) ao mesmo tempo que proferiam um discurso contrário à privatização já que, na visão dos opositores, essas "concessões" teriam sido, na verdade, privatizações. Tanto políticos petistas quanto a própria Dilma negam essa premissa dizendo que o poder público ainda participa tanto dos lucros quanto da propriedade do bem concedido.

## Imagem pública

### Prêmios e honrarias

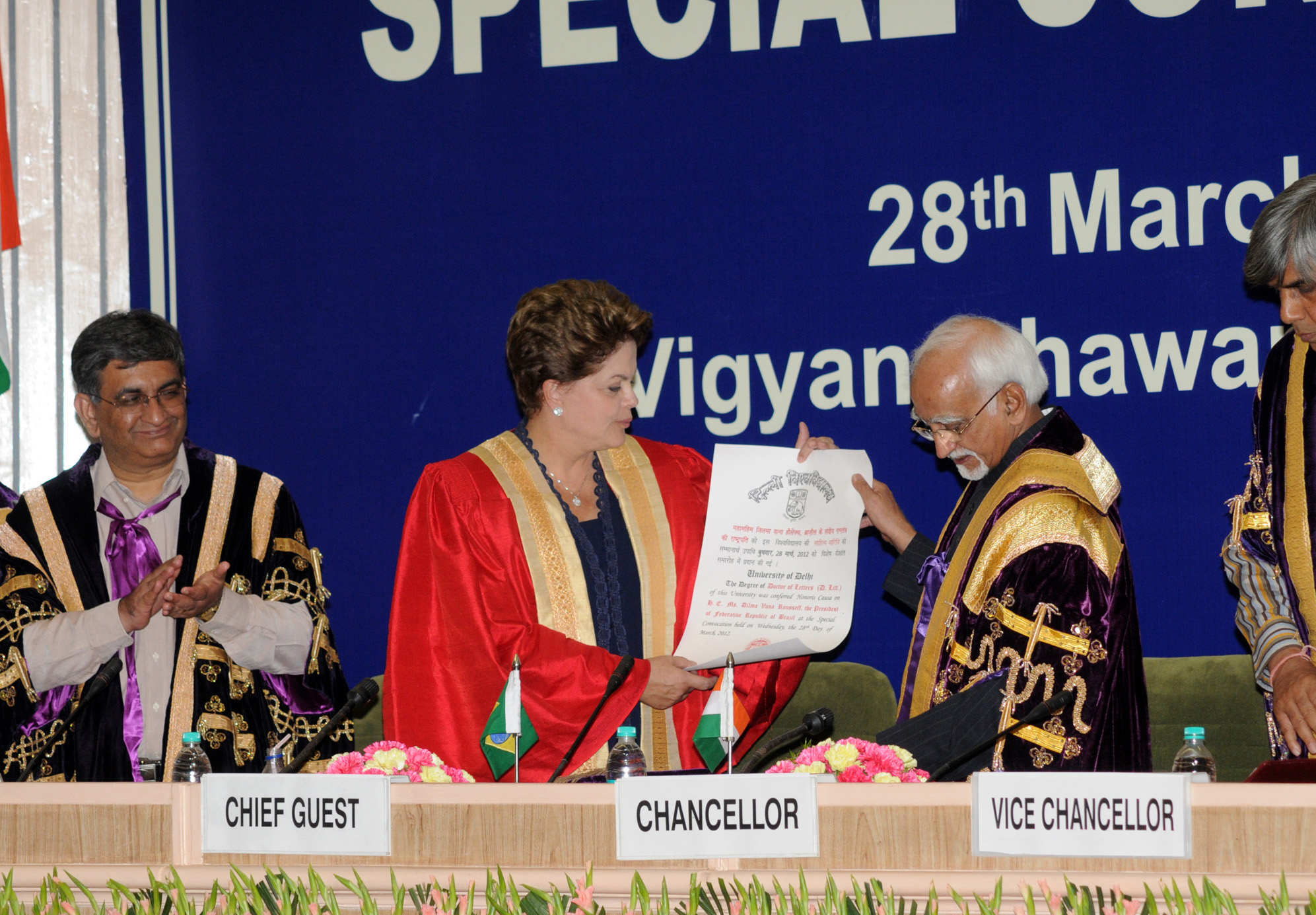
Dilma recebendo o Título de Doutora Honoris Causa da Universidade de Deli em 2012

Em 2012, em viagem presidencial oficial à Índia, Dilma foi agraciada com o título de doutora honoris causa da Universidade de Deli. No ano de 2023 a Universidade Federal do Cariri (UFCA), a Universidade Federal do Oeste da Bahia (Ufob), a Universidade Federal do Sul da Bahia (UFSB) e a Universidade Federal do Sul e Sudeste do Pará (Unifesspa) também a agraciaram com o mesmo título.

## Desempenho eleitoral
| Ano  | Eleição                   | Partido | Cargo      | Votos      | %                 | Resultado  |
| ---- | ------------------------- | ------- | ---------- | ---------- | ----------------- | ---------- |
| 2010 | Presidencial no Brasil    | PT      | Presidente | 47 651 434 | 46,91% (1º Turno) | Eleita     |
| 2010 | Presidencial no Brasil    | PT      | Presidente | 55 752 529 | 56,05% (2º Turno) |            |
| 2014 | Presidencial no Brasil    | PT      | Presidente | 43 267 668 | 41,59% (1º Turno) | Eleita     |
| 2014 | Presidencial no Brasil    | PT      | Presidente | 54 501 118 | 51,64% (2º Turno) |            |
| 2018 | Estaduais em Minas Gerais | PT      | Senadora   | 2 709 223  | 15,35%            | Não Eleita |